# Margaret Smith Court
Margaret Smith Court (ur. 16 lipca 1942 w Albury, Nowa Południowa Walia) – tenisistka australijska, zwyciężczyni 64 turniejów wielkoszlemowych w grze pojedynczej, podwójnej i mieszanej.

## Kariera tenisowa
Najmłodsza z czworga dzieci Lawrence i Catherine (z domu Beaufort) Smithów, treningi tenisowe rozpoczęła w wieku 8 lat. Naturalnie leworęczna, podobnie jak inni znani tenisiści australijscy Ken Rosewall i Maureen Connolly, została nauczona grąć prawą ręką. W wieku 17 lat sięgnęła po pierwsze zwycięstwo wielkoszlemowe w grze pojedynczej - mistrzostwa Australii w 1960, pokonując w finale Jan Lehane. Turniej ten wygrywała łącznie jedenaście razy, w tym w latach 1960-1966 siedem razy z rzędu. Kiedy wygrywała mistrzostwa Australii po raz pierwszy w 1960, wystąpiła również w rywalizacji juniorek i tam została pokonana - w finale lepsza okazała się Lesley Turner.
W 1961 wygrała ponownie turniej australijski i wzięła po raz pierwszy udział w rywalizacji zagranicznej. W parze ze swoją przeciwniczką z finałów mistrzostw Australii Lehane osiągnęła finał gry podwójnej na Wimbledonie, gdzie Australijki uległy Karen Hantze (później po mężu Susman) i Billie Jean Moffitt (znanej później pod nazwiskiem King). W 1962 Margaret Smith wygrała odniosła pierwsze wielkoszlemowe zwycięstwo w singlu poza Australią, pokonując w finale mistrzostw Francji Lesley Turner. Wygrała w t.r. także mistrzostwa USA po finałowym zwycięstwie nad Darlene Hard.
Pierwsza wygrana Smith w grze pojedynczej na Wimbledonie nastąpiła w 1963, kiedy Australijka pokonała Billie Jean Moffitt. Dwa lata później okazała się w finale lepsza od Brazylijki Marii Bueno. Turnieje w Paryżu wygrała poza pierwszym zwycięstwem w 1962 jeszcze w 1964 (finał z Bueno), a w Nowym Jorku - w 1965 (w finale z Moffitt). Tym samym nieprzerwanie w latach 1962–1965 wygrywała przynajmniej dwa turnieje wielkoszlemowe rocznie (w Australii pozostawała niepokonana do 1966, a finał w 1966 z Nancy Richey wygrała walkowerem). Dzięki temu zajmowała w tym okresie pozycję liderki rankingu światowego. Sukcesy odnosiła także w innych turniejach, m.in. w latach 1962–1964 trzykrotnie triumfowała na Foro Italico w Rzymie w międzynarodowych mistrzostwach Włoch.
W 1966, mając na koncie już trzynaście tytułów wielkoszlemowych w grze pojedynczej, ogłosiła zakończenie kariery sportowej z zamiarem poświęcenia się życiu rodzinnemu. Nie planowała - w odróżnieniu np. od Billie Jean King - kariery zawodowej. W 1967 wyszła za mąż za Barry'ego Courta, syna polityka Partii Liberalnej. Sportowa emerytura tenisistki trwała jednak krótko - już w 1968 Smith Court powróciła do rywalizacji, osiągając w t.r. kolejny finał mistrzostw Australii. Wygrała także w 1968 mistrzostwa USA. Rok później, już w erze "open" tenisa, triumfowała w nowojorskim turnieju zarówno w kategorii amatorów, jak i kategorii "open" (tytuł amatorski nie jest zaliczany do oficjalnych zwycięstw wielkoszlemowych). Dzięki wygranym w Australian Open i French Open w 1969 powróciła także na szczyt rankingu światowego.
Lata 1969-1970 to najlepszy okres w karierze Margaret Court Smith w grze pojedynczej. Wygrała w tym okresie siedem turniejów wielkoszlemowych, jedyną porażkę ponosząc w półfinale Wimbledonu w 1969 (z późniejszą zwyciężczynią Ann Haydon-Jones). W 1970 jako druga kobieta w historii (po Maureen Connolly) sięgnęła po klasycznego Wielkiego Szlema, pokonując w kolejnych finałach Kerry Melville (Australian Open), Helgę Niessen (French Open), Billie Jean King (Wimbledon) i Rosie Casals (US Open). Dramatyczny przebieg miała jej walka o mistrzostwo w Paryżu (gdzie w jednym ze spotkań przegrywała z Olgą Morozową już 3:6, 2:5 i dodatkowo zmagała się ze skurczami mięśni nóg) i w Londynie. W trakcie turnieju wimbledońskiego doznała kontuzji kostki i w finale z King dążyła do maksymalnego skracania wymian, atakując bezustannie przy siatce; wygrała 14:12, 11:9 w najdłuższym w historii finale (pod względem liczby rozegranych gemów).
W 1971 wygrała po raz kolejny Australian Open, pokonując w finale Evonne Goolagong. Z tą samą rywalką zmierzyła się latem tegoż roku w decydującym meczu Wimbledonu, tym razem przegrywając. Była już wówczas w ciąży, co wkrótce zmusiło ją do kilkumiesięcznej przerwy w startach. Pierwsze dziecko (syna Daniela) urodziła w marcu 1972. Już jesienią 1972 powróciła na korty i uczestniczyła w US Open, a na początku 1973 po raz jedenasty (i ostatni) wygrała mistrzostwa Australii, ponownie z Goolagong w finale. Odniosła jeszcze dwa zwycięstwa wielkoszlemowe w grze pojedynczej, oba w 1973 - French Open (z finale z Chris Evert) i US Open (z Goolagong). Te trzy wygrane (na Wimbledonie dotarła do półfinału, przegrywając z Evert) dały jej jeszcze raz pierwsze miejsce w rankingu światowym. W 1974 Smith Court urodziła drugie dziecko, ale wznowiła karierę, wygrywając m.in. turniej w Chicago w 1976 oraz grę podwójną na US Open i grę mieszaną na Wimbledonie (1975). Ostatni występ turniejowy zaliczyła w 1977. W turnieju Virginia Slims w Detroit pokonała w 1/8 finału Greer Stevens z RPA, ale na wiadomość o kolejnej ciąży wycofała się z dalszej rywalizacji, mecz ćwierćfinałowy z Françoise Durr oddając walkowerem.
Margaret Smith Court jest posiadaczką wielu tenisowych rekordów. Przede wszystkim jej 24 wygrane w grze pojedynczej w Wielkim Szlemie dają jej pierwsze miejsce w historii, przed Amerykanką Sereną Williams (23 tytuły). Jest także najbardziej utytułowaną osobą w dziejach tenisowego Wielkiego Szlema, uwzględniając wszystkie trzy konkurencje - do jej osiągnięć singlowych należy doliczyć 19 wygranych w deblu i 21 mikście, co daje imponującą sumę 64 wygranych turniejów wielkoszlemowych. W 1963 wspólnie z rodakiem Kenem Fletcherem osiągnęła Wielkiego Szlema w grze mieszanej; Australijczycy stanowią jedyną parę w historii, której się to udało - po mikstowego Wielkiego Szlema sięgali wprawdzie i inni zawodnicy, ale z różnymi partnerami. Sama Smith wygrała wszystkie cztery turnieje w grze mieszanej ponownie w 1965, ale partnerowało jej trzech różnych tenisistów. Z dalszych osiągnięć Australijki należy podkreślić, że jest jedną z zaledwie trzech tenisistek, które wygrywały wszystkie cztery turnieje Wielkiego Szlema we wszystkich konkurencjach (pozostałe to Martina Navrátilová i Doris Hart). Dwukrotnie udało się jej wygrać w czasie jednego turnieju trzy konkurencje (mistrzostwa Australii 1963 i US Open 1970). Rekordem jest jej jedenaście tytułów w grze pojedynczej w turnieju australijskim.
W erze "open" tenisa wygrała 92 turnieje w singlu, 48 w deblu, 19 w mikście. Wysokim zarobkom na korcie nie sprzyjał czas - częściowo startowała jako amatorka, a w początkach ery "open" nagrody w turniejach kobiecych były znacznie niższe od męskich - stąd suma zarobionych przez Smith Court pieniędzy, zwłaszcza w porównaniu z płacami tenisowymi na początku XXI wieku, nie imponuje - 550 tysięcy dolarów. Smith Court doczekała się natomiast licznych wyróżnień prestiżowych. Już dwa lata po zakończeniu kariery w 1979 została wpisana do Międzynarodowej Tenisowej Galerii Sławy, a w 2003 jej imię nadano jednemu z głównych kortów Melbourne Park - gospodarza turnieju Australian Open. Z kolei władze państwowe umieściły jej wizerunek (oraz Roda Lavera, również patrona kortu w Melbourne Park i zdobywcy Wielkiego Szlema) na znaczkach pocztowych.
Była regularną reprezentantką Australii w Pucharze Federacji. Grała m.in. w inauguracyjnej edycji tych zawodów w 1963, kiedy Australijki osiągnęły finał (przegrywając jednak z Amerykankami). Smith Court zdobyła Puchar Federacji cztery razy, w 1964, 1965, 1968 i 1971. W grze pojedynczej w meczach pucharowych (22 pojedynki) pozostała niepokonana, jedyne porażki (5, z 35 występów w sumie) przydarzyły się jej w deblu.
W okresie kariery ważyła około 67 kilogramów przy 175 centymetrach wzrostu. Słynęła z dobrego przygotowania atletycznego. Grała w stylu "serwis-wolej", a jedna z jej głównych rywalek Billie Jean King szczególnie chwaliła nieprzeciętny zasięg ramion, utrudniający skuteczne minięcie atakującej przy siatce Smith Court. Ze słabszych spotkań Australijki, szczególnie pod kątem mentalnym, wymienia się dwa spotkania. W finale Wimbledonu w 1971, będąc faworytką, nie sprostała Evonne Goolagong, z którą sympatyzowała publiczność. W maju 1973 zmierzyła się z Bobbym Riggsem, amerykańskim mistrzem Wimbledonu sprzed kilkudziesięciu lat, który rzucił wyzwanie liderkom tenisa kobiecego. W "wojnie płci" Smith Court zdecydowanie poległa (2:6, 1:6), rewanż na Riggsie wzięła natomiast kilka miesięcy później Billie Jean King.

## Życie prywatne
W 1967 wyszła za mąż za Barry'ego Courta, syna polityka Partii Liberalnej (przyszłego premiera rządu stanowego Australii Zachodniej) Charlesa Courta. W latach 1993–2001 premierem Australii Zachodniej był inny syn Charlesa, szwagier Margaret - Richard Court.
W 1970 roku konwertowała z katolicyzmu do kościoła zielonoświątkowego. Po zakończeniu kariery tenisowej Margaret Smith Court zajęła się m.in. działalnością religijną (w Perth prowadzi centrum chrześcijańskie Victory Life Centre). Opublikowała także autobiografię. Jest matką czworga dzieci.
W 1970 roku Court pochwaliła politykę apartheidu Południowej Afryki:"W Południowej Afryce jest to znacznie lepiej zorganizowane niż w jakimkolwiek innym kraju, szczególnie w Ameryce. Uwielbiam Południową Afrykę i chętnie tu wrócę.".
W życiu prywatnym Margret Court znana jest jako zagorzała przeciwniczka homoseksualizmu. W 1990 roku powiedziała o Martinie Navratilovej:"Martina to świetna tenisistka, ale wolałabym na topie osobę, z której młodsze tenisistki mogłyby wziąć przykład. To bardzo źle, że dzieci mogą być narażone na homoseksualizm. Martina to miła osoba, ale zupełnie pogubiła się w życiu"

. W maju 2017 roku napisała artykuł, w którym wyraziła swoje rozczarowanie faktem, że linie lotnicze Qantas popierają małżeństwa jednopłciowe, przy czym zapowiedziała, że od tej chwili, jeśli to tylko będzie możliwe, będzie korzystać z usług innych przewoźników. Kilka dni później napisała, że narodziny dziecka homoseksualnej tenisistki Casey Dellacqua wiążą się ze smutkiem, że dziecko zostało pozbawione ojca. Pod koniec miesiąca udzieliła wywiadu w 20Twenty Vision Christian Radio, gdzie stwierdziła, że za istnienie transgenderycznych dzieci odpowiada szatan, grupy LGBT przypominają jej Hitlera i komunistów, którzy zdobywali umysły maluchów, orientację seksualną można zmienić poprzez modlitwę, a homoseksualizm 92% Amerykanów jest wynikiem wykorzystywania seksualnego w dzieciństwie

. Seria wypowiedzi odbiła się szerokim echem w tenisowym świecie. Skomentował je między innymi lider rankingu Andy Murray czy słynna Martina Navratilova, która przyznała, że Margaret to wspaniała tenisistka, ale także homofobka. Wiele osób związanych z tenisem, w tym wspomniana wcześniej Navratilova, zaczęło domagać się zmiany imienia kortu Margaret Court Arena w Melbourne, gdzie odbywa się wielkoszlemowy Australian Open, jednak nie zniechęciło to Australijki do wydania kolejnych publicznych komentarzy. We wrześniu zarzuciła homoseksualistom, że starają się o wprowadzenie małżeństw jednopłciowych przede wszystkim po to, by zniszczyć instytucję małżeństwa, a już wkrótce będą się domagać anulowania świąt takich jak Dzień Matki, Ojca, Wielkanoc i Boże Narodzenie. W rezultacie tego straciła funkcję w znanym tenisowym klubie Cottesloe Tennis Club.

## Rekordowe osiągnięcia
- Najwięcej tytułów wielkoszlemowych we wszystkich kategoriach - 64
- Najwięcej tytułów wielkoszlemowych w singlu - 24
- Najwięcej tytułów wielkoszlemowych w singlu w Australian Open - 11
- Siedem razy z rzędu wygrała Australian Open w singlu (1960-1966)
- Jedna z trzech tenisistek w historii (obok  Maureen Connolly (1953) i  Steffi Graf (1988)) zdobywczyni Klasycznego Wielkiego Szlema w singlu - 1970
- Dwukrotna zdobywczyni Klasycznego Wielkiego Szlema w grze mieszanej - 1963, 1965
- Wystąpiła w trzynastu kolejnych finałach turniejów wielkoszlemowych w grze mieszanej (od US Open 1962 do US Open 1965)

## Historia występów wielkoszlemowych
Legenda
     W, wygrany turniej
     F, przegrana w finale
     SF, przegrana w półfinale
     QF, przegrana w ćwierćfinale
     xR, przegrana w x rundzie
      A, brak startu
     NH, turniej się nie odbył
Turniej Australian Open odbył się dwukrotnie w 1977 roku (styczeń i grudzień), za to nie został rozegrany w 1986.
     Początek Ery Open

### Występy w grze pojedynczej
| Australian Open        | 2R            | W             | W  | W  | W  | W  | W | W  | A | F |    | W  | W | W  | A  | W  | A | QF | A | A | A | 11 / 14 (4 / 6)   | 61 – 3 (21 – 1)    |  |  |  |  |  |  |  |  |  |  |  |  |  |  |
| French Open            | A             | A             | QF | W  | QF | W  | F | SF | A |   | A  | W  | W | 3R | A  | W  | A | A  | A | A | A | 5 / 11 (3 / 4)    | 44 – 5 (20 – 1)    |  |  |  |  |  |  |  |  |  |  |  |  |  |  |
| Wimbledon              | A             | A             | QF | 2R | W  | F  | W | SF | A |   | QF | SF | W | F  | A  | SF | A | SF | A | A | A | 3 / 12 (1 / 6)    | 51 – 9 (27 – 5)    |  |  |  |  |  |  |  |  |  |  |  |  |  |  |
| US Open                | A             | A             | SF | W  | F  | 4R | W | A  | A |   | QF | W  | W | A  | SF | W  | A | QF | A | A | A | 5 / 11 (3 / 6)    | 51 – 6 (28 – 3)    |  |  |  |  |  |  |  |  |  |  |  |  |  |  |
|                        |               |               |    |    |    |    |   |    |   |   |    |    |   |    |    |    |   |    |   |   |   |                   |                    |  |  |  |  |  |  |  |  |  |  |  |  |  |  |
| Ranking na koniec roku | nie był publ. | nie był publ. | 4  | 1  | 1  | 1  | 1 | 2  |   | 4 | 4  | 1  | 1 | 3  | 2  | 1  | – | 6  |   | 5 | 5 | 24 / 47 (11 / 21) | 207 – 23 (96 – 10) |  |  |  |  |  |  |  |  |  |  |  |  |  |  |

### Występy w grze podwójnej
| Australian Open        | QF                          | F                           | W                           | W                           | W                           | F                           | W                           | F                           | A                           | SF                          |                             | W                           | W                           | W                           | A                           | W                           | A                           | F                           | QF                          | A                           | A                           | 8 / 15 (4 / 6)    | 44 – 7 (19 – 2)    |  |  |  |  |  |  |  |  |  |  |  |  |  |  |
| French Open            | A                           | A                           | 3R                          | F                           | F                           | W                           | W                           | W                           | A                           |                             | A                           | F                           | SF                          | SF                          | A                           | W                           | A                           | A                           | A                           | A                           | A                           | 4 / 10 (1 / 4)    | 34 – 4 (13 – 2)    |  |  |  |  |  |  |  |  |  |  |  |  |  |  |
| Wimbledon              | A                           | A                           | F                           | SF                          | F                           | W                           | 3R                          | F                           | A                           |                             | QF                          | W                           | SF                          | F                           | A                           | QF                          | A                           | QF                          | A                           | A                           | A                           | 2 / 12 (1 / 6)    | 41 – 10 (18 – 4)   |  |  |  |  |  |  |  |  |  |  |  |  |  |  |
| US Open                | A                           | A                           | 2R                          | QF                          | W                           | F                           | A                           | A                           | A                           |                             | W                           | F                           | W                           | A                           | F                           | W                           | A                           | W                           | A                           | A                           | A                           | 5 / 10 (4 / 6)    | 39 – 5 (27 – 2)    |  |  |  |  |  |  |  |  |  |  |  |  |  |  |
|                        |                             |                             |                             |                             |                             |                             |                             |                             |                             |                             |                             |                             |                             |                             |                             |                             |                             |                             |                             |                             |                             |                   |                    |  |  |  |  |  |  |  |  |  |  |  |  |  |  |
| Ranking na koniec roku | Ranking nie był publikowany | Ranking nie był publikowany | Ranking nie był publikowany | Ranking nie był publikowany | Ranking nie był publikowany | Ranking nie był publikowany | Ranking nie był publikowany | Ranking nie był publikowany | Ranking nie był publikowany | Ranking nie był publikowany | Ranking nie był publikowany | Ranking nie był publikowany | Ranking nie był publikowany | Ranking nie był publikowany | Ranking nie był publikowany | Ranking nie był publikowany | Ranking nie był publikowany | Ranking nie był publikowany | Ranking nie był publikowany | Ranking nie był publikowany | Ranking nie był publikowany | 19 / 46 (10 / 22) | 158 – 26 (77 – 10) |  |  |  |  |  |  |  |  |  |  |  |  |  |  |

### Występy w grze mieszanej
| Australian Open | A | A | A  | A | W | W | W | SF | A | F |   | W  | Turniej nie był rozgrywany | Turniej nie był rozgrywany | Turniej nie był rozgrywany | Turniej nie był rozgrywany | Turniej nie był rozgrywany | Turniej nie był rozgrywany | Turniej nie był rozgrywany | Turniej nie był rozgrywany | 4 / 6 (1 / 1)    | 21 – 1 (3 – 0)    |  |  |  |  |  |  |  |  |  |  |  |  |  |
| French Open     | A | A | SF | A | W | W | W | 3R | A |   | A | W  | SF                         | 3R                         | A                          | A                          | A                          | A                          | A                          | A                          | 4 / 8 (1 / 3)    | 27 – 3 (9 – 1)    |  |  |  |  |  |  |  |  |  |  |  |  |  |
| Wimbledon       | A | A | SF | A | W | F | W | W  | A |   | W | SF | 2R                         | A                          | A                          | F                          | A                          | W                          | A                          | A                          | 5 / 10 (2 / 5)   | 47 – 4 (21 – 2)   |  |  |  |  |  |  |  |  |  |  |  |  |  |
| US Open         | A | A | W  | W | W | W | W | A  | A |   | A | W  | W                          | A                          | W                          | F                          | A                          | SF                         | A                          | A                          | 8 / 10 (3 / 5)   | 28 – 2 (19 – 2)   |  |  |  |  |  |  |  |  |  |  |  |  |  |
|                 |   |   |    |   |   |   |   |    |   |   |   |    |                            |                            |                            |                            |                            |                            |                            |                            |                  |                   |  |  |  |  |  |  |  |  |  |  |  |  |  |
|                 |   |   |    |   |   |   |   |    |   |   |   |    |                            |                            |                            |                            |                            |                            |                            |                            | 21 / 34 (7 / 14) | 123 – 10 (52 – 5) |  |  |  |  |  |  |  |  |  |  |  |  |  |

## Finały turniejów wielkoszlemowych w grze pojedynczej (29)

### Wygrane (24)
| Rok  | Turniej                      | Przeciwniczka w finale  | Wynik finału       |
| 1960 | Australian Championships     | Jan Lehane O'Neill      | 7–5, 6–2           |
| 1961 | Australian Championships (2) | Jan Lehane O'Neill      | 6–1, 6–4           |
| 1962 | Australian Championships (3) | Jan Lehane O'Neill      | 6–0, 6–2           |
| 1962 | French Championships         | Lesley Turner Bowrey    | 6–3, 3–6, 7–5      |
| 1962 | U.S. Championships           | Darlene Hard            | 9–7, 6–4           |
| 1963 | Australian Championships (4) | Jan Lehane O'Neill      | 6–2, 6–2           |
| 1963 | Wimbledon                    | Billie Jean King        | 6–3, 6–4           |
| 1964 | Australian Championships (5) | Lesley Turner Bowrey    | 6–3, 6–2           |
| 1964 | French Championships (2)     | Maria Bueno             | 5–7, 6–1, 6–2      |
| 1965 | Australian Championships (6) | Maria Bueno             | 5–7, 6–4, 5–2 ret. |
| 1965 | Wimbledon (2)                | Maria Bueno             | 6–4, 7–5           |
| 1965 | U.S. Championships (2)       | Billie Jean King        | 8–6, 7–5           |
| 1966 | Australian Championships (7) | Nancy Richey Gunter     | walkower           |
| 1969 | Australian Open (8)          | Billie Jean King        | 6–4, 6–1           |
| 1969 | French Open (3)              | Ann Haydon-Jones        | 6–1, 4–6, 6–3      |
| 1969 | U.S. Open (3)                | Nancy Richey Gunter     | 6–2, 6–2           |
| 1970 | Australian Open (9)          | Kerry Melville Reid     | 6–1, 6–3           |
| 1970 | French Open (4)              | Helga Niessen Masthoff  | 6–2, 6–4           |
| 1970 | Wimbledon (3)                | Billie Jean King        | 14–12, 11–9        |
| 1970 | U.S. Open (4)                | Rosie Casals            | 6–2, 2–6, 6–1      |
| 1971 | Australian Open (10)         | Evonne Goolagong Cawley | 2–6, 7–6, 7–5      |
| 1973 | Australian Open (11)         | Evonne Goolagong Cawley | 6–4, 7–5           |
| 1973 | French Open (5)              | Chris Evert             | 6–7, 7–6, 6–4      |
| 1973 | U.S. Open (5)                | Evonne Goolagong Cawley | 7–6, 5–7, 6–2      |

### Przegrane (5)
| Rok  | Turniej                  | Przeciwniczka w finale  | Wynik finału  |
| 1963 | U.S. Championships       | Maria Bueno             | 7-5, 6-4      |
| 1964 | Wimbledon                | Maria Bueno             | 6-4, 7-9, 6-3 |
| 1965 | French Championships     | Lesley Turner Bowrey    | 6-3, 6-4      |
| 1968 | Australian Championships | Billie Jean King        | 6-1, 6-2      |
| 1971 | Wimbledon                | Evonne Goolagong Cawley | 6-4, 6-1      |

## Finały turniejów WTA
| Legenda                   | Legenda |
| ------------------------- | ------- |
| Wielki Szlem              |         |
| Igrzyska olimpijskie      |         |
| WTA Tour Championships    |         |
| WTA Doubles Championships |         |
| 1971 – 1987               |         |
| Virginia Slims Circuit    |         |
| Grand Prix Series         |         |
| Colgate Series            |         |

### Gra pojedyncza 232 (191–41)

#### Przed Erą Open 118 (96–22)
| Końcowy wynik | Nr  | Data                 | Turniej                  | Nawierzchnia | Przeciwniczka          | Wynik finału                               |
| ------------- | --- | -------------------- | ------------------------ | ------------ | ---------------------- | ------------------------------------------ |
| Finalistka    | 1.  | 18 października 1959 | Glen Iris                | Trawiasta    | Lorraine Coghlan       | 2:6, 1:6                                   |
| Zwyciężczyni  | 1.  | 1 lutego 1960        | Australian Championships | Trawiasta    | Jan Lehane             | 7:5, 6:2                                   |
| Finalistka    | 2.  | 14 lutego 1960       | Auckland                 | Trawiasta    | Ruia Morrison          | 4:6, 1:6                                   |
| Finalistka    | 3.  | 30 marca 1960        | Bathurst                 | Ceglana      | Lesley Turner          | 2:6, 5:7                                   |
| Zwyciężczyni  | 2.  | 13 czerwca 1960      | Melbourne                | Ceglana      | Beverley Rae           | 6:3, 6:8, 6:3                              |
| Zwyciężczyni  | 3.  | 25 października 1960 | Brisbane                 | Ceglana      | Val Wicks              | 4:6, 6:1, 6:1                              |
| Zwyciężczyni  | 4.  | 5 listopada 1960     | Brisbane                 | Trawiasta    | Lesley Turner          | 10:8, 6:1                                  |
| Finalistka    | 4.  | 19 listopada 1960    | Sydney                   | Trawiasta    | Jan Lehane             | 1:6, 3:6                                   |
| Zwyciężczyni  | 5.  | 14 stycznia 1961     | Adelaide                 | Trawiasta    | Jan Lehane             | 6:3, 6:0                                   |
| Zwyciężczyni  | 6.  | 27 stycznia 1961     | Australian Championships | Trawiasta    | Jan Lehane             | 6:1, 6:4                                   |
| Finalistka    | 5.  | 30 marca 1961        | Grafton                  | Ceglana      | Lesley Turner          | 2:6, 4:6                                   |
| Zwyciężczyni  | 7.  | 3 kwietnia 1961      | Monte Carlo              | Ceglana      | Elizabeth Starkie      | 4:6, 6:1, 6:1                              |
| Zwyciężczyni  | 8.  | 9 kwietnia 1961      | Nicea                    | Ceglana      | Florence de la Courtie | 9:7, 6:4                                   |
| Zwyciężczyni  | 9.  | 16 kwietnia 1961     | Aix-en-Provence          | Ceglana      | Elizabeth Starkie      | 6:2, 6:4                                   |
| Zwyciężczyni  | 10. | 23 kwietnia 1961     | Paryż                    | Ceglana      | Florence de la Courtie | 6:1, 6:3                                   |
| Zwyciężczyni  | 11. | 17 czerwca 1961      | Beckenham                | Trawiasta    | Christine Truman       | 6:3, 4:6, 8:6                              |
| Zwyciężczyni  | 12. | 24 czerwca 1961      | Londyn                   | Trawiasta    | Nancy Richey           | 6:0, 4:6, 6:2                              |
| Zwyciężczyni  | 13. | 23 października 1961 | Rockdale                 | Ceglana      | Lesley Turner          | 6:3, 0:6, 7:5                              |
| Zwyciężczyni  | 14. | 25 listopada 1961    | Adelaide                 | Trawiasta    | Darlene Hard           | 6:4, 5:7, 6:4                              |
| Zwyciężczyni  | 15. | 4 grudnia 1961       | Perth                    | Trawiasta    | Darlene Hard           | 6:3, 6:0                                   |
| Zwyciężczyni  | 16. | 10 grudnia 1961      | Melbourne                | Trawiasta    | Darlene Hard           | 6:3, 6:2                                   |
| Zwyciężczyni  | 17. | 17 grudnia 1961      | Sydney                   | Trawiasta    | Darlene Hard           | 6:2, 6:1                                   |
| Zwyciężczyni  | 18. | 2 stycznia 1962      | Sydney                   | Trawiasta    | Jan Lehane             | 6:0, 6:3                                   |
| Zwyciężczyni  | 19. | 25 stycznia 1962     | Australian Championships | Trawiasta    | Jan Lehane             | 6:0, 6:2                                   |
| Zwyciężczyni  | 20. | 29 stycznia 1962     | Hobart                   | Trawiasta    | Robyn Ebbern           | 7:5, 6:0                                   |
| Zwyciężczyni  | 21. | 15 maja 1962         | Rzym                     | Ceglana      | Maria Bueno            | 8:6, 5:7, 6:4                              |
| Zwyciężczyni  | 22. | 20 maja 1962         | Lugano                   | Ceglana      | Lesley Turner          | 6:2, 6:1                                   |
| Zwyciężczyni  | 23. | 4 czerwca 1962       | French Championships     | Ceglana      | Lesley Turner          | 6:3, 3:6, 7:5                              |
| Zwyciężczyni  | 24. | 16 czerwca 1962      | Bristol                  | Trawiasta    | Maria Bueno            | 6:1, 3:6, 6:2                              |
| Zwyciężczyni  | 25. | 29 lipca 1962        | Haverford                | Trawiasta    | Karen Susman           | 6:4, 10:8                                  |
| Zwyciężczyni  | 26. | 6 sierpnia 1962      | South Orange             | Trawiasta    | Karen Susman           | 6:3, 7:5                                   |
| Zwyciężczyni  | 27. | 19 sierpnia 1962     | Manchester-by-the-Sea    | Trawiasta    | Maria Bueno            | 6:1, 6:4                                   |
| Zwyciężczyni  | 28. | 10 września 1962     | U.S. National            | Trawiasta    | Darlene Hard           | 9:7, 6:4                                   |
| Zwyciężczyni  | 29. | 3 października 1962  | Canberra                 | Trawiasta    | Lesley Turner          | 6:3, 4:6, 6:3                              |
| Zwyciężczyni  | 30. | 28 października 1962 | Brisbane                 | Trawiasta    | Jan Lehane             | 6:3, 6:4                                   |
| Zwyciężczyni  | 31. | 17 listopada 1962    | Adelaide                 | Trawiasta    | Christine Truman       | 6:1, 6:2                                   |
| Zwyciężczyni  | 32. | 1 grudnia 1962       | Sydney                   | Trawiasta    | Lesley Turner          | 8:6, 6:2                                   |
| Zwyciężczyni  | 33. | 15 grudnia 1962      | Melbourne                | Trawiasta    | Lesley Turner          | 6:4, 8:6                                   |
| Zwyciężczyni  | 34. | 19 stycznia 1963     | Australian Championships | Trawiasta    | Jan Lehane             | 6:2, 6:2                                   |
| Finalistka    | 6.  | 29 stycznia 1963     | Hobart                   | Trawiasta    | Lesley Turner          | 6:2, 5:7, 1:6                              |
| Finalistka    | 7.  | 5 maja 1963          | Neapol                   | Ceglana      | Lesley Turner          | 4:6, 7:5, 1:6                              |
| Zwyciężczyni  | 35. | 14 maja 1963         | Rzym                     | Ceglana      | Lesley Turner          | 6:3, 6:4                                   |
| Zwyciężczyni  | 36. | 3 czerwca 1963       | Berlin                   | Ceglana      | Robyn Ebbern           | 6:2, 7:5                                   |
| Zwyciężczyni  | 37. | 9 czerwca 1963       | Barcelona                | Ceglana      | Noelene Turner         | 6:0, 6:0                                   |
| Zwyciężczyni  | 38. | 15 czerwca 1963      | Beckenham                | Trawiasta    | Jan Lehane             | 6:0, 6:1                                   |
| Zwyciężczyni  | 39. | 6 lipca 1963         | Wimbledon                | Trawiasta    | Billie Jean Moffitt    | 6:3, 6:4                                   |
| Zwyciężczyni  | 40. | 14 lipca 1963        | Düsseldorf               | Ceglana      | Lesley Turner          | 6:3, 6:2                                   |
| Finalistka    | 8.  | 28 lipca 1963        | Haverford                | Trawiasta    | Darlene Hard           | 2:6, 9:7, 3:6                              |
| Zwyciężczyni  | 41. | 4 sierpnia 1963      | South Orange             | Trawiasta    | Darlene Hard           | 6:1, 6:1                                   |
| Zwyciężczyni  | 42. | 18 sierpnia 1963     | Manchester-by-the-Sea    | Trawiasta    | Maria Bueno            | 6:4, 11:9                                  |
| Finalistka    | 9.  | 8 września 1963      | U.S. National            | Trawiasta    | Maria Bueno            | 5:7, 4:6                                   |
| Zwyciężczyni  | 43. | 19 października 1963 | Brisbane                 | Ceglana      | Robyn Ebbern           | 7:5, 6:2                                   |
| Zwyciężczyni  | 44. | 2 listopada 1963     | Brisbane                 | Trawiasta    | Lesley Turner          | 6:3, 6:2                                   |
| Zwyciężczyni  | 45. | 18 listopada 1963    | Sydney                   | Trawiasta    | Judy Tegart            | 6:1, 6:3                                   |
| Zwyciężczyni  | 46. | 23 listopada 1963    | Adelaide                 | Trawiasta    | Jan Lehane             | 6:3, 6:1                                   |
| Zwyciężczyni  | 47. | 8 grudnia 1963       | Melbourne                | Trawiasta    | Lesley Turner          | 6:4, 6:4                                   |
| Zwyciężczyni  | 48. | 1 stycznia 1964      | Melbourne                | Trawiasta    | Judy Tegart            | 6:1, 6:0                                   |
| Zwyciężczyni  | 49. | 26 stycznia 1964     | Australian Championships | Trawiasta    | Lesley Turner          | 6:3, 6:2                                   |
| Zwyciężczyni  | 50. | 9 lutego 1964        | Auckland                 | Trawiasta    | Jan Lehane             | 6:4, 3:6, 6:0                              |
| Zwyciężczyni  | 51. | 29 marca 1964        | Albury                   | Trawiasta    | Lesley Turner          | 5:7, 6:3, 6:?                              |
| Zwyciężczyni  | 52. | 2 maja 1964          | Reggio de Calabre        | Ceglana      | Robyn Ebbern           | 6:0, 6:4                                   |
| Zwyciężczyni  | 53. | 12 maja 1964         | Rzym                     | Ceglana      | Lesley Turner          | 6:1, 6:1                                   |
| Zwyciężczyni  | 54. | 17 maja 1964         | Berlin                   | Ceglana      | Helga Schultze         | 6:2, 6:1                                   |
| Zwyciężczyni  | 55. | 31 maja 1964         | French Championships     | Ceglana      | Maria Bueno            | 5:7, 6:1, 6:2                              |
| Zwyciężczyni  | 56. | 7 czerwca 1964       | Lozanna                  | Ceglana      | Jan Lehane             | 2:6, 8:6, 6:2                              |
| Zwyciężczyni  | 57. | 13 czerwca 1964      | Beckenham                | Trawiasta    | Maria Bueno            | 5:3 mecz przerwany (deszcz), tytuł wspólny |
| Zwyciężczyni  | 58. | 20 czerwca 1964      | Londyn                   | Trawiasta    | Ann Haydon-Jones       | 6:3, 6:3                                   |
| Finalistka    | 10. | 4 lipca 1964         | Wimbledon                | Trawiasta    | Maria Bueno            | 4:6, 9:7, 3:6                              |
| Zwyciężczyni  | 59. | 14 lipca 1964        | Düsseldorf               | Ceglana      | Lesley Turner          | 1:6, 6:1, 6:4                              |
| Zwyciężczyni  | 60. | 19 lipca 1964        | Gstaad                   | Ceglana      | Lesley Turner          | 6:4, 6:2                                   |
| Zwyciężczyni  | 61. | 26 lipca 1964        | Hilversum                | Ceglana      | Maria Bueno            | 6:0, 1:6, 6:3                              |
| Zwyciężczyni  | 62. | 2 sierpnia 1964      | Hanower                  | Ceglana      | Sonja Pachta           | 6:0, 6:1                                   |
| Zwyciężczyni  | 63. | 11 sierpnia 1964     | Hamburg                  | Ceglana      | Maria Bueno            | 6:1, 6:4                                   |
| Zwyciężczyni  | 64. | 11 października 1964 | Glen Iris                | Trawiasta    | Kerry Melville         | 6:1, 6:0                                   |
| Zwyciężczyni  | 65. | 1 listopada 1964     | Brisbane                 | Ceglana      | Robyn Ebbern           | 6:3, 7:5                                   |
| Zwyciężczyni  | 66. | 15 listopada 1964    | Brisbane                 | Trawiasta    | Lesley Turner          | 11:9, 6:1                                  |
| Zwyciężczyni  | 67. | 29 listopada 1964    | Sydney                   | Trawiasta    | Billie Jean Moffitt    | 6:4, 6:3                                   |
| Zwyciężczyni  | 68. | 12 grudnia 1964      | Melbourne                | Trawiasta    | Jill Blackman          | 6:1, 6:0                                   |
| Zwyciężczyni  | 69. | 10 stycznia 1965     | Perth                    | Trawiasta    | Robyn Ebbern           | 6:1, 6:1                                   |
| Zwyciężczyni  | 70. | 1 lutego 1965        | Australian Championships | Trawiasta    | Maria Bueno            | 5:7, 6:4, 5:2 krecz                        |
| Zwyciężczyni  | 71. | 8 marca 1965         | Miami Beach              | Ceglana      | Lesley Turner          | 6:2, 8:6                                   |
| Finalistka    | 11. | 21 marca 1965        | Barranquilla             | Ceglana      | Lesley Turner          | 6:1, 4:6, 4:6                              |
| Zwyciężczyni  | 72. | 28 marca 1965        | Caracas                  | Twarda       | Lesley Turner          | 4:6, 6:2, 7:5                              |
| Zwyciężczyni  | 73. | 3 kwietnia 1965      | Meksyk (miasto)          | Ceglana      | Monique Salfati        | 6:4, 6:2                                   |
| Finalistka    | 12. | 11 kwietnia 1965     | San Juan                 | Twarda       | Nancy Richey           | 8:6, 4:6, 7:9                              |
| Finalistka    | 13. | 18 kwietnia 1965     | St. Petersburg           | Ceglana      | Nancy Richey           | 3:6, 2:6                                   |
| Finalistka    | 14. | 24 kwietnia 1965     | Buenos Aires             | Ceglana      | Lesley Turner          | 3:6, 3:6                                   |
| Finalistka    | 15. | 2 maja 1965          | Dallas                   |              | Nancy Richey           | 1:6, 4:6                                   |
| Zwyciężczyni  | 74. | 16 maja 1965         | Atlanta                  | Ceglana      | Lesley Turner          | walkower                                   |
| Finalistka    | 16. | 30 maja 1965         | French Championships     | Ceglana      | Lesley Turner          | 3:6, 4:6                                   |
| Zwyciężczyni  | 75. | 5 czerwca 1965       | Manchester               | Trawiasta    | Maria Bueno            | 6:1, 7:5                                   |
| Zwyciężczyni  | 76. | 12 czerwca 1965      | Beckenham                | Trawiasta    | Maria Bueno            | 4:6, 6:3, 6:3                              |
| Zwyciężczyni  | 77. | 3 lipca 1965         | Wimbledon                | Trawiasta    | Maria Bueno            | 6:4, 7:5                                   |
| Zwyciężczyni  | 78. | 10 lipca 1965        | Birmingham               | Trawiasta    | Virginia Wade          | 6:3, 4:6, 7:5                              |
| Zwyciężczyni  | 79. | 17 lipca 1965        | Hoylake                  | Trawiasta    | Judy Tegart            | 6:4, 6:4                                   |
| Zwyciężczyni  | 80. | 1 sierpnia 1965      | Baden-Baden              | Ceglana      | Lesley Turner          | 6:2, 6:1                                   |
| Zwyciężczyni  | 81. | 10 sierpnia 1965     | Hamburg                  | Ceglana      | Edda Buding            | 6:2, 6:3                                   |
| Zwyciężczyni  | 82. | 15 sierpnia 1965     | Moskwa                   |              | Galina Baksheeva       | 6:2, 6:4                                   |
| Zwyciężczyni  | 83. | 29 sierpnia 1965     | Pörtschach               |              | Norma Baylon           | 6:1, 6:3                                   |
| Zwyciężczyni  | 84. | 12 września 1965     | U.S. National            | Trawiasta    | Billie Jean Moffitt    | 8:6, 7:5                                   |
| Zwyciężczyni  | 85. | 17 października 1965 | Glen Iris                | Trawiasta    | Maureen Pratt          | 6:2, 6:0                                   |
| Finalistka    | 17. | 25 października 1965 | Sydney                   | Ceglana      | Lesley Turner          | 5:7, 3:6                                   |
| Zwyciężczyni  | 86. | 8 listopada 1965     | Brisbane                 | Trawiasta    | Lesley Turner          | 6:2, 6:3                                   |
| Zwyciężczyni  | 87. | 22 listopada 1965    | Sydney                   | Trawiasta    | Nancy Richey           | 6:2, 6:2                                   |
| Zwyciężczyni  | 88. | 7 grudnia 1965       | Melbourne                | Trawiasta    | Nancy Richey           | 5:7, 6:3, 6:2                              |
| Zwyciężczyni  | 89. | 9 stycznia 1966      | Perth                    | Trawiasta    | Nancy Richey           | 6:3, 6:1                                   |
| Zwyciężczyni  | 90. | 31 stycznia 1966     | Australian Championships | Trawiasta    | Nancy Richey           | walkower                                   |
| Zwyciężczyni  | 91. | 7 lutego 1966        | Auckland                 | Trawiasta    | Kerry Melville         | 6:1, 6:1                                   |
| Finalistka    | 18. | 10 kwietnia 1966     | Johannesburg             | Twarda       | Billie Jean King       | 3:6, 2:6                                   |
| Zwyciężczyni  | 92. | 9 lipca 1966         | Dublin                   | Trawiasta    | Kathleen Harter        | 6:2, 6:1                                   |
| Zwyciężczyni  | 93. | 16 lipca 1966        | Hoylake                  | Trawiasta    | Annette Van Zyl        | 3:6, 6:1, 6:4                              |
| Zwyciężczyni  | 94. | 9 sierpnia 1966      | Hamburg                  | Ceglana      | Maria Bueno            | 8:6, 6:3                                   |
| Finalistka    | 19. | 26 listopada 1967    | Sydney                   | Trawiasta    | Judy Tegart            | walkower                                   |
| Finalistka    | 20. | 7 stycznia 1968      | Perth                    | Trawiasta    | Billie Jean King       | 2:6, 4:6                                   |
| Finalistka    | 21. | 27 stycznia 1968     | Australian Championships | Trawiasta    | Billie Jean King       | 1:6, 2:6                                   |
| Zwyciężczyni  | 95. | 4 marca 1968         | Perth                    | Trawiasta    | Lesley Hunt            | 8:6, 6:1                                   |
| Finalistka    | 22. | 24 marca 1968        | Kampala                  | Trawiasta    | Virginia Wade          | 5:7, 4:6                                   |
| Zwyciężczyni  | 96. | 15 kwietnia 1968     | Johannesburg             | Twarda       | Virginia Wade          | 6:4, 6:4                                   |

#### W Erze Open 114 (95–19)
| Końcowy wynik | Nr  | Data                 | Turniej               | Nawierzchnia    | Przeciwniczka           | Wynik finału        |
| ------------- | --- | -------------------- | --------------------- | --------------- | ----------------------- | ------------------- |
| Zwyciężczyni  | 1.  | 5 maja 1968          | Hurlingham, Londyn    | Ceglana         | Virginia Wade           | 6:3, 6:2            |
| Finalistka    | 1.  | 19 maja 1968         | Rzym                  | Ceglana         | Lesley Turner           | 6:2, 2:6, 3:6       |
| Finalistka    | 2.  | 3 czerwca 1968       | Berlin                | Ceglana         | Helga Schultze          | 1:6, 5:7            |
| Zwyciężczyni  | 2.  | 8 czerwca 1968       | Manchester            | Trawiasta       | Virginia Wade           | 6:4, 4:6, 6:4       |
| Zwyciężczyni  | 3.  | 16 czerwca 1968      | Beckenham             | Trawiasta       | Ann Haydon-Jones        | 11:9, 6:2           |
| Zwyciężczyni  | 4.  | 13 lipca 1968        | Dublin                | Trawiasta       | Ann Haydon-Jones        | 6:3, 6:1            |
| Zwyciężczyni  | 5.  | 20 lipca 1968        | Hoylake               | Trawiasta       | Virginia Wade           | 6:2, 6:4            |
| Zwyciężczyni  | 6.  | 28 lipca 1968        | Hilversum             | Ceglana         | Judy Tegart             | 8:6, 6:0            |
| Finalistka    | 3.  | 18 sierpnia 1968     | Manchester-by-the-Sea | Trawiasta       | Maria Bueno             | 5:7, 6:3, 3:6       |
| Zwyciężczyni  | 7.  | 25 sierpnia 1968     | Chestnut Hill         | Trawiasta       | Maria Bueno             | 6:2, 6:2            |
| Zwyciężczyni  | 8.  | 29 września 1968     | Berkeley              | Twarda          | Maria Bueno             | 6:4, 7:5            |
| Zwyciężczyni  | 9.  | 17 października 1968 | Stalybridge           | Twarda (hala)   | Winnie Shaw             | 7:5, 6:4            |
| Zwyciężczyni  | 10. | 26 października 1968 | Perth                 | Twarda (hala)   | Mary-Ann Eisel          | 6:2, 6:4            |
| Zwyciężczyni  | 11. | 3 listopada 1968     | Aberavon              | Dywanowa (hala) | Virginia Wade           | 6:3, 4:6, 6:4       |
| Zwyciężczyni  | 12. | 9 listopada 1968     | Torquay               | Twarda (hala)   | Virginia Wade           | 12:10, 8:6          |
| Zwyciężczyni  | 13. | 16 listopada 1968    | Londyn                | Twarda (hala)   | Virginia Wade           | 10:8, 6:1           |
| Finalistka    | 4.  | 23 listopada 1968    | Londyn                | Dywanowa (hala) | Virginia Wade           | 3:6, 4:6            |
| Zwyciężczyni  | 14. | 5 stycznia 1969      | Perth                 | Trawiasta       | Lesley Hunt             | 7:5, 6:1            |
| Zwyciężczyni  | 15. | 12 stycznia 1969     | Melbourne             | Trawiasta       | Kerry Harris            | 6:1, 6:4            |
| Zwyciężczyni  | 16. | 19 stycznia 1969     | Sydney                | Trawiasta       | Rosie Casals            | 6:1, 6:2            |
| Zwyciężczyni  | 17. | 27 stycznia 1969     | Australian Open       | Trawiasta       | Billie Jean King        | 6:4, 6:1            |
| Zwyciężczyni  | 18. | 9 marca 1969         | Caracas               | Twarda          | Maria Bueno             | walkower            |
| Zwyciężczyni  | 19. | 6 kwietnia 1969      | San Juan              | Twarda          | Julie Heldman           | 6:4, 7:5            |
| Zwyciężczyni  | 20. | 13 kwietnia 1969     | Charlotte             | Ceglana         | Judy Tegart             | 6:1, 6:1            |
| Zwyciężczyni  | 21. | 20 kwietnia 1969     | Houston               | Ceglana         | Judy Tegart             | 3:6, 7:5, 6:1       |
| Zwyciężczyni  | 22. | 4 maja 1969          | Bournemouth           | Ceglana         | Winnie Shaw             | 5:7, 6:4, 6:4       |
| Finalistka    | 5.  | 11 maja 1969         | Guildford             | Ceglana         | Kerry Melville          | 3:6, 5:7            |
| Zwyciężczyni  | 23. | 17 maja 1969         | Hurlingham, Londyn    | Ceglana         | Mary-Ann Eisel          | 7:5, 6:1            |
| Zwyciężczyni  | 24. | 8 czerwca 1969       | French Open           | Ceglana         | Ann Haydon-Jones        | 6:1, 4:6, 6:3       |
| Zwyciężczyni  | 25. | 14 czerwca 1969      | Bristol               | Trawiasta       | Billie Jean King        | 6:3, 6:3            |
| Zwyciężczyni  | 26. | 12 lipca 1969        | Newport               | Trawiasta       | Winnie Shaw             | 6:4, 6:4            |
| Zwyciężczyni  | 27. | 19 lipca 1969        | Frinton-On-Sea        | Trawiasta       | Pat Walkden             | 6:2, 4:6, 6:4       |
| Zwyciężczyni  | 28. | 6 sierpnia 1969      | Locust Valley         | Trawiasta       | Betty-Ann Grubb         | 6:1, 6:3            |
| Zwyciężczyni  | 29. | 17 sierpnia 1969     | Haverford             | Trawiasta       | Virginia Wade           | 6:4, 6:4            |
| Zwyciężczyni  | 30. | 24 sierpnia 1969     | Chestnut Hill         | Trawiasta       | Virginia Wade           | 4:6, 6:3, 6:0       |
| Zwyciężczyni  | 31. | 9 września 1969      | US Open               | Trawiasta       | Nancy Richey            | 6:2, 6:2            |
| Zwyciężczyni  | 32. | 28 września 1969     | Berkeley              | Twarda          | Winnie Shaw             | 6:4, 5:7, 6:0       |
| Zwyciężczyni  | 33. | 4 stycznia 1970      | Perth                 | Trawiasta       | Kerry Melville          | 6:4, 6:4            |
| Zwyciężczyni  | 34. | 12 stycznia 1970     | Hobart                | Trawiasta       | Kerry Melville          | 6:2, 6:2            |
| Zwyciężczyni  | 35. | 18 stycznia 1970     | Melbourne             | Trawiasta       | Kerry Melville          | 6:1, 6:1            |
| Zwyciężczyni  | 36. | 27 stycznia 1970     | Australian Open       | Trawiasta       | Kerry Melville          | 6:3, 6:1            |
| Zwyciężczyni  | 37. | 8 lutego 1970        | Filadelfia            | Dywanowa (hala) | Billie Jean King        | 6:3, 7:6(12)        |
| Zwyciężczyni  | 38. | 12 lutego 1970       | Nowy Jork             | Dywanowa (hala) | Virginia Wade           | 6:3, 6:3            |
| Zwyciężczyni  | 39. | 19 lutego 1970       | Dallas                | Dywanowa (hala) | Billie Jean King        | 1:6, 6:3, 11:9      |
| Finalistka    | 6.  | 22 marca 1970        | Sydney                | Trawiasta       | Billie Jean King        | 2:6, 6:4, 3:6       |
| Zwyciężczyni  | 40. | 3 kwietnia 1970      | Johannesburg          | Twarda          | Billie Jean King        | 6:4, 1:6, 6:3       |
| Finalistka    | 7.  | 12 kwietnia 1970     | Durban                | Twarda          | Billie Jean King        | 4:6, 6:2, 2:6       |
| Zwyciężczyni  | 41. | 25 kwietnia 1970     | Sutton                | Ceglana         | Ann Haydon-Jones        | 6:3, 6:3            |
| Zwyciężczyni  | 42. | 2 maja 1970          | Bournemouth           | Ceglana         | Virginia Wade           | 6:2, 6:4            |
| Zwyciężczyni  | 43. | 9 maja 1970          | Guildford             | Ceglana         | Patti Hogan             | 6:4, 6:2            |
| Zwyciężczyni  | 44. | 7 czerwca 1970       | French Open           | Ceglana         | Helga Niessen Masthoff  | 6:2, 6:4            |
| Zwyciężczyni  | 45. | 14 czerwca 1970      | Bristol               | Trawiasta       | Françoise Durr          | 6:1, 6:1            |
| Zwyciężczyni  | 46. | 20 czerwca 1970      | Londyn                | Trawiasta       | Winnie Shaw             | 2:6, 8:6, 6:2       |
| Zwyciężczyni  | 47. | 7 lipca 1970         | Wimbledon             | Trawiasta       | Billie Jean King        | 14:12, 11:9         |
| Zwyciężczyni  | 48. | 19 lipca 1970        | Frinton-On-Sea        | Trawiasta       | Ann Haydon-Jones        | 2:6, 7:5, 6:2       |
| Zwyciężczyni  | 49. | 26 lipca 1970        | Budapeszt             | Ceglana         | Vlasta Vopičková        | 6:2, 6:3            |
| Zwyciężczyni  | 50. | 2 sierpnia 1970      | Hilversum             | Ceglana         | Kerry Melville          | 6:1, 6:1            |
| Zwyciężczyni  | 51. | 10 sierpnia 1970     | Haverford             | Trawiasta       | Pat Walkden             | 6:1, 6:0            |
| Zwyciężczyni  | 52. | 16 sierpnia 1970     | Toronto               | Twarda          | Rosie Casals            | 6:8, 6:4, 6:4       |
| Zwyciężczyni  | 53. | 12 września 1970     | US Open               | Trawiasta       | Rosie Casals            | 6:2, 2:6, 6:1       |
| Zwyciężczyni  | 54. | 24 stycznia 1971     | Perth                 | Trawiasta       | Virginia Wade           | 6:1, 6:2            |
| Zwyciężczyni  | 55. | 10 stycznia 1971     | Sydney                | Trawiasta       | Olga Morozowa           | 6:2, 6:2            |
| Zwyciężczyni  | 56. | 14 stycznia 1971     | Australian Open       | Trawiasta       | Evonne Goolagong        | 2:6, 7:6, 7:5       |
| Finalistka    | 8.  | 1 lutego 1971        | Melbourne             | Trawiasta       | Evonne Goolagong        | 6:7(3), 6:7(2)      |
| Zwyciężczyni  | 57. | 7 marca 1971         | Auckland              | Trawiasta       | Evonne Goolagong        | 3:6, 7:6, 6:2       |
| Zwyciężczyni  | 58. | 4 kwietnia 1971      | Durban                | Twarda          | Patti Hogan             | 6:2, 6:1            |
| Zwyciężczyni  | 59. | 17 kwietnia 1971     | Johannesburg          | Twarda          | Evonne Goolagong        | 6:3, 6:1            |
| Zwyciężczyni  | 60. | 16 maja 1971         | Hurlingham, Londyn    | Ceglana         | Françoise Durr          | 6:0, 6:3            |
| Zwyciężczyni  | 61. | 22 maja 1971         | Bournemouth           | Ceglana         | Evonne Goolagong        | 7:5, 6:1            |
| Zwyciężczyni  | 62. | 19 czerwca 1971      | Londyn                | Trawiasta       | Billie Jean King        | 6:3, 3:6, 6:3       |
| Finalistka    | 9.  | 3 lipca 1971         | Wimbledon             | Trawiasta       | Evonne Goolagong        | 4:6, 1:6            |
| Zwyciężczyni  | 63. | 11 lipca 1971        | Dublin                | Trawiasta       | Evonne Goolagong        | 6:3, 2:6, 6:3       |
| Zwyciężczyni  | 64. | 6 sierpnia 1972      | Cincinnati            | Ceglana         | Evonne Goolagong        | 3:6, 6:2, 7:5       |
| Zwyciężczyni  | 65. | 27 sierpnia 1972     | Newport               | Trawiasta       | Billie Jean King        | 6:4, 6:1            |
| Finalistka    | 10. | 17 września 1972     | Charlotte             | Ceglana         | Billie Jean King        | 2:6, 2:6            |
| Zwyciężczyni  | 66. | 24 września 1972     | Albany                | Twarda          | Billie Jean King        | 6:4, 6:1            |
| Finalistka    | 11. | 3 października 1972  | Phoenix               | Twarda          | Billie Jean King        | 6:7(3), 3:6         |
| Zwyciężczyni  | 67. | 22 października 1972 | Billingham            | Dywanowa (hala) | Julie Heldman           | 7:5, 6:0            |
| Zwyciężczyni  | 68. | 30 października 1972 | Edynburg              | Dywanowa (hala) | Virginia Wade           | 6:3, 3:6, 7:5       |
| Zwyciężczyni  | 69. | 4 listopada 1972     | Aberavon              | Dywanowa (hala) | Virginia Wade           | 6:3, 6:4            |
| Zwyciężczyni  | 70. | 11 listopada 1972    | Torquay               | Dywanowa (hala) | Virginia Wade           | 2:6, 6:3, 6:1       |
| Zwyciężczyni  | 71. | 18 listopada 1972    | Londyn                | Dywanowa (hala) | Virginia Wade           | 6:1, 6:1            |
| Zwyciężczyni  | 72. | 9 grudnia 1972       | Perth                 | Trawiasta       | Evonne Goolagong        | 6:3, 6:2            |
| Zwyciężczyni  | 73. | 1 stycznia 1973      | Australian Open       | Trawiasta       | Evonne Goolagong        | 6:4, 7:5            |
| Zwyciężczyni  | 74. | 7 stycznia 1973      | Sydney                | Trawiasta       | Evonne Goolagong        | 4:6, 6:3, 10:8      |
| Zwyciężczyni  | 75. | 20 stycznia 1973     | San Francisco         | Ceglana         | Kerry Melville          | 6:3, 6:3            |
| Zwyciężczyni  | 76. | 28 stycznia 1973     | Los Angeles           | Dywanowa (hala) | Nancy Richey-Gunter     | 7:5, 6:7(1), 7:5    |
| Zwyciężczyni  | 77. | 4 lutego 1973        | Bethesda              | Dywanowa (hala) | Kerry Melville          | 6:1, 6:2            |
| Zwyciężczyni  | 78. | 11 lutego 1973       | Miami Beach           | Ceglana         | Kerry Melville          | 4:6, 6:1, 7:5       |
| Zwyciężczyni  | 79. | 4 marca 1973         | Detroit               | Dywanowa (hala) | Kerry Melville          | 7:6, 6:3            |
| Zwyciężczyni  | 80. | 11 marca 1973        | Chicago               | Dywanowa (hala) | Billie Jean King        | 6:2, 4:6, 6:4       |
| Zwyciężczyni  | 81. | 18 marca 1973        | Richmond              | Ceglana (hala)  | Janet Newberry          | 6:2, 6:1            |
| Zwyciężczyni  | 82. | 8 kwietnia 1973      | Filadelfia            | Dywanowa (hala) | Kerry Harris            | 6:1, 6:0            |
| Zwyciężczyni  | 83. | 15 kwietnia 1973     | Winchester            | Twarda (hala)   | Billie Jean King        | 6:2, 6:4            |
| Zwyciężczyni  | 84. | 22 kwietnia 1973     | Jacksonville          | Ceglana         | Rosie Casals            | 5:7, 6:3, 6:1       |
| Zwyciężczyni  | 85. | 2 czerwca 1973       | French Open           | Ceglana         | Chris Evert             | 6:7(5), 7:6(6), 6:4 |
| Zwyciężczyni  | 86. | 14 lipca 1973        | Dublin                | Trawiasta       | Virginia Wade           | 6:2, 6:4            |
| Zwyciężczyni  | 87. | 12 sierpnia 1973     | Nashville             | Ceglana         | Billie Jean King        | 6:3, 4:6, 6:2       |
| Zwyciężczyni  | 88. | 19 sierpnia 1973     | New Jersey            | Twarda (hala)   | Lesley Hunt             | 4:6, 6:2, 6:3       |
| Zwyciężczyni  | 89. | 26 sierpnia 1973     | Newport               | Trawiasta       | Julie Heldman           | 6:3, 6:2            |
| Zwyciężczyni  | 90. | 8 września 1973      | US Open               | Trawiasta       | Evonne Goolagong        | 7:6, 5:7, 6:2       |
| Zwyciężczyni  | 91. | 11 września 1973     | Hilton Head Island    | Dywanowa (hala) | Chris Evert             | walkower            |
| Finalistka    | 12. | 30 września 1973     | Columbus              | Ceglana         | Chris Evert             | walkower            |
| Zwyciężczyni  | 92. | 15 grudnia 1974      | Perth                 | Trawiasta       | Olga Morozowa           | 6:4, 7:5            |
| Finalistka    | 13. | 22 grudnia 1974      | Sydney                | Trawiasta       | Evonne Goolagong        | 2:6, 4:6            |
| Finalistka    | 14. | 9 lutego 1975        | Akron                 | Dywanowa (hala) | Chris Evert             | 4:6, 6:3, 3:6       |
| Zwyciężczyni  | 93. | 16 lutego 1975       | Chicago               | Dywanowa (hala) | Martina Navrátilová     | 6:3, 3:6, 6:2       |
| Finalistka    | 15. | 23 lutego 1975       | Detroit               | Dywanowa (hala) | Evonne Goolagong        | 3:6, 6:3, 3:6       |
| Finalistka    | 16. | 16 marca 1975        | Houston               | Dywanowa (hala) | Chris Evert             | 3:6, 2:6            |
| Zwyciężczyni  | 94. | 19 września 1975     | Tokio                 | Dywanowa (hala) | Evonne Goolagong Cawley | 6:7(4), 6:1, 7:5    |
| Finalistka    | 17. | 3 października 1976  | Tokio                 | Dywanowa (hala) | Betty Stöve             | 6:1, 4:6, 3:6       |
| Zwyciężczyni  | 95. | 12 grudnia 1976      | Melbourne             | Trawiasta       | Sue Barker              | 6:2, 6:2            |
| Finalistka    | 18. | 16 stycznia 1977     | Hollywood             | Dywanowa (hala) | Chris Evert             | 3:6, 4:6            |
| Finalistka    | 19. | 13 lutego 1977       | Chicago               | Dywanowa (hala) | Chris Evert             | 1:6, 3:6            |

### Gra podwójna 226 (166–60)

#### Przed Erą Open 124 (91–33)
| Końcowy wynik | Nr  | Data                 | Turniej                  | Nawierzchnia | Partnerka               | Przeciwniczki                                 | Wynik finału                 |
| ------------- | --- | -------------------- | ------------------------ | ------------ | ----------------------- | --------------------------------------------- | ---------------------------- |
| Finalistka    | 1.  | 12 kwietnia 1959     | Melbourne                | Ceglana      | Margo Rayson            | Lorraine Coghlan Beverley Rae                 | 4:6, 6:3, 1:6                |
| Finalistka    | 2.  | 15 czerwca 1959      | Melbourne                | Ceglana      | Margo Rayson            | Lorraine Coghlan Beverley Rae                 | 5:7, 1:6                     |
| Zwyciężczyni  | 1.  | 17 października 1959 | Glen Iris                | Trawiasta    | Margo Rayson            | Lorraine Coghlan Judy Tegart                  | 6:1, 4:6, 8:6                |
| Finalistka    | 3.  | 6 grudnia 1959       | Melbourne                | Trawiasta    | Lorraine Coghlan        | Maria Bueno Christine Truman                  | 1:6, 1:6                     |
| Finalistka    | 4.  | 16 stycznia 1960     | Adelaide                 | Trawiasta    | Beverley Rae            | Maria Bueno Christine Truman                  | 5:7, 4:6                     |
| Finalistka    | 5.  | 1 lutego 1960        | Australian Championships | Trawiasta    | Lorraine Coghlan        | Maria Bueno Christine Truman                  | 2:6, 7:5, 2:6                |
| Finalistka    | 6.  | 14 lutego 1960       | Auckland                 | Trawiasta    | Marion Johnston         | Judy Burke Ruia Morrison                      | 3:6, 1:6                     |
| Zwyciężczyni  | 2.  | 13 czerwca 1960      | Melbourne                | Ceglana      | Dulcie Young            | Beverley Rae Robin Lesh                       | 6:4, 6:3                     |
| Finalistka    | 7.  | 25 października 1960 | Brisbane                 | Ceglana      | Lorraine Coghlan        | Joan Gray Fay Muller                          | 2:6, 1:6                     |
| Zwyciężczyni  | 3.  | 5 listopada 1960     | Brisbane                 | Trawiasta    | Mary Carter Reitano     | Lesley Turner Noelene Turner                  | 12:10, 6:3                   |
| Zwyciężczyni  | 4.  | 19 listopada 1960    | Sydney                   | Trawiasta    | Mary Carter Reitano     | Lesley Turner Noelene Turner                  | 6:3, 7:9, 6:2                |
| Zwyciężczyni  | 5.  | 4 grudnia 1960       | Melbourne                | Trawiasta    | Mary Carter Reitano     | Mary Bevis Hawton Jan Lehane                  | 3:6, 6:0, 6:4                |
| Zwyciężczyni  | 6.  | 14 stycznia 1961     | Adelaide                 | Trawiasta    | Jan Lehane              | Robyn Ebbern Madonna Schacht                  | 6:4, 6:1                     |
| Zwyciężczyni  | 7.  | 27 stycznia 1961     | Australian Championships | Trawiasta    | Mary Carter Reitano     | Mary Bevis Hawton Jan Lehane                  | 6:4, 3:6, 7:5                |
| Zwyciężczyni  | 8.  | 30 marca 1961        | Grafton                  | Ceglana      | Norma Marsh             | Kaye Dening Lesley Turner                     | 2:6, 6:0, 6:1                |
| Finalistka    | 8.  | 3 kwietnia 1961      | Monte Carlo              | Ceglana      | Lesley Turner           | Lucia Bassi Maria-Teresa Riedl                | 3:6, 4:6                     |
| Zwyciężczyni  | 9.  | 9 kwietnia 1961      | Nicea                    | Ceglana      | Lesley Turner           | Margaret Hellyer Christiane Mercelis          | 6:3, 6:1                     |
| Zwyciężczyni  | 10. | 16 kwietnia 1961     | Aix-en-Provence          | Ceglana      | Lesley Turner           | Robyn Ebbern Nell Hall Hopman                 | 6:2, 6:1                     |
| Zwyciężczyni  | 11. | 23 kwietnia 1961     | Paryż                    | Ceglana      | Lesley Turner           | Rosemary Gibson Pierrette Seghers             | 6:4, 6:1                     |
| Finalistka    | 9.  | 15 maja 1961         | Rzym                     | Ceglana      | Mary Carter Reitano     | Jan Lehane Lesley Turner                      | 6:2, 1:6, 1:6                |
| Finalistka    | 10. | 10 czerwca 1961      | Manchester               | Trawiasta    | Jan Lehane              | Sandra Reynolds Renee Schuurman               | 6:1, 5:7, 2:6                |
| Finalistka    | 11. | 17 czerwca 1961      | Beckenham                | Trawiasta    | Lesley Turner           | Ann Haydon Christine Truman                   | 6:3, 5:7, 7:9                |
| Finalistka    | 12. | 8 lipca 1961         | Wimbledon                | Trawiasta    | Jan Lehane              | Billie Jean Moffitt Karen Susman              | 3:6, 4:6                     |
| Finalistka    | 13. | 15 sierpnia 1961     | Hamburg                  | Ceglana      | Lesley Turner           | Sandra Reynolds Renee Schuurman               | 5:7, 4:6                     |
| Finalistka    | 14. | 20 sierpnia 1961     | Manchester-by-the-Sea    | Trawiasta    | Jan Lehane              | Donna Floyd Belmar Gunderson                  | 4:6, 6:2, 4:6                |
| Zwyciężczyni  | 12. | 23 października 1961 | Rockdale                 | Ceglana      | Robyn Ebbern            | Beryl Penrose Dawn Robberds                   | 6:3, 6:0                     |
| Finalistka    | 15. | 11 listopada 1961    | Brisbane                 | Trawiasta    | Robyn Ebbern            | Darlene Hard Yola Ramírez                     | 4:6, 6:3, 3:6                |
| Zwyciężczyni  | 13. | 25 listopada 1961    | Adelaide                 | Trawiasta    | Robyn Ebbern            | Jan Lehane Lesley Turner                      | 5:7, 6:2, 6:3                |
| Zwyciężczyni  | 14. | 4 grudnia 1961       | Perth                    | Trawiasta    | Robyn Ebbern            | Darlene Hard Yola Ramírez                     | 6:3, 6:3                     |
| Zwyciężczyni  | 15. | 10 grudnia 1961      | Melbourne                | Trawiasta    | Robyn Ebbern            | Darlene Hard Yola Ramírez                     | 6:3, 7:5                     |
| Zwyciężczyni  | 16. | 17 grudnia 1961      | Sydney                   | Trawiasta    | Robyn Ebbern            | Mary Bevis Hawton Mary Carter Reitano         | 6:2, 6:3                     |
| Finalistka    | 16. | 2 stycznia 1962      | Sydney                   | Trawiasta    | Judy Tegart             | Darlene Hard Mary Carter Reitano              | 3:6, 4:6                     |
| Zwyciężczyni  | 17. | 25 stycznia 1962     | Australian Championships | Trawiasta    | Robyn Ebbern            | Darlene Hard Mary Carter Reitano              | 6:4, 6:4                     |
| Zwyciężczyni  | 18. | 29 stycznia 1962     | Hobart                   | Trawiasta    | Robyn Ebbern            | Jill Blackman Kaye Dening                     | 6:2, 6:2                     |
| Zwyciężczyni  | 19. | 20 maja 1962         | Lugano                   | Ceglana      | Justina Bricka          | Jan Lehane Lesley Turner                      | 6:3, 6:2                     |
| Finalistka    | 17. | 4 czerwca 1962       | French Championships     | Ceglana      | Justina Bricka          | Sandra Reynolds Price Renee Schuurman         | 4:6, 4:6                     |
| Zwyciężczyni  | 20. | 9 czerwca 1962       | Manchester               | Trawiasta    | Justina Bricka          | Billie Jean Moffitt Karen Susman              | 4:6, 6:1, 6:2                |
| Zwyciężczyni  | 21. | 16 czerwca 1962      | Bristol                  | Trawiasta    | Justina Bricka          | Sandra Reynolds Price Renee Schuurman         | 7:5, 7:5                     |
| Zwyciężczyni  | 22. | 22 czerwca 1962      | Londyn                   | Trawiasta    | Justina Bricka          | Maria Bueno Darlene Hard                      | 6:3, 6:2                     |
| Zwyciężczyni  | 23. | 21 lipca 1962        | Filadelfia               | Trawiasta    | Justina Bricka          | Margaret Osborne DuPont Margaret Varner Bloss | 7:5, 6:1                     |
| Zwyciężczyni  | 24. | 29 lipca 1962        | Haverford                | Trawiasta    | Justina Bricka          | Billie Jean Moffitt Karen Susman              | 7:5, 3:6, 8:6                |
| Zwyciężczyni  | 25. | 6 sierpnia 1962      | South Orange             | Trawiasta    | Justina Bricka          | Billie Jean Moffitt Karen Susman              | 7:5, 6:4                     |
| Zwyciężczyni  | 26. | 19 sierpnia 1962     | Manchester-by-the-Sea    | Trawiasta    | Justina Bricka          | Maria Bueno Darlene Hard                      | 7:5, 6:4                     |
| Zwyciężczyni  | 27. | 3 października 1962  | Canberra                 | Trawiasta    | Lorraine Plummer        | Caroline Langsford Lesley Turner              | 6:2, 6:1                     |
| Finalistka    | 18. | 28 października 1962 | Brisbane                 | Trawiasta    | Robyn Ebbern            | Jan Lehane Lesley Turner                      | 3:6, 5:7                     |
| Zwyciężczyni  | 28. | 17 listopada 1962    | Adelaide                 | Trawiasta    | Robyn Ebbern            | Madonna Schacht Christine Truman              | 6:2, 6:2                     |
| Zwyciężczyni  | 29. | 15 grudnia 1962      | Melbourne                | Trawiasta    | Robyn Ebbern            | Jan Lehane Lesley Turner                      | 6:4, 6:0                     |
| Zwyciężczyni  | 30. | 19 stycznia 1963     | Australian Championships | Trawiasta    | Robyn Ebbern            | Jan Lehane Lesley Turner                      | 6:1, 6:3                     |
| Zwyciężczyni  | 31. | 29 stycznia 1963     | Hobart (Launceston)      | Trawiasta    | Robyn Ebbern            | Kaye Dening Lesley Turner                     | 6:3, 15:13                   |
| Zwyciężczyni  | 32. | 14 maja 1963         | Rzym                     | Ceglana      | Robyn Ebbern            | Sylvana Lazzarino Lea Pericoli                | 6:2, 6:3                     |
| Finalistka    | 19. | 26 maja 1963         | French Championships     | Ceglana      | Robyn Ebbern            | Ann Haydon-Jones Renee Schuurman              | 5:7, 4:6                     |
| Zwyciężczyni  | 33. | 3 czerwca 1963       | Berlin                   | Ceglana      | Robyn Ebbern            | Inge Pohmann Almut Sturm                      | 6:1, 6:0                     |
| Zwyciężczyni  | 34. | 9 czerwca 1963       | Barcelona                | Ceglana      | Robyn Ebbern            | Carmen Coronado A. Estalella-Manso            | 6:1, 6:3                     |
| Zwyciężczyni  | 35. | 15 czerwca 1963      | Beckenham                | Trawiasta    | Robyn Ebbern            | Jan Lehane Lesley Turner                      | 5:7, 6:2, 6:2                |
| Finalistka    | 20. | 6 lipca 1963         | Wimbledon                | Trawiasta    | Robyn Ebbern            | Maria Bueno Darlene Hard                      | 6:8, 7:9                     |
| Finalistka    | 21. | 28 lipca 1963        | Haverford                | Trawiasta    | Robyn Ebbern            | Maria Bueno Darlene Hard                      | 8:6, 9:7, 3:6                |
| Finalistka    | 22. | 4 sierpnia 1963      | South Orange             | Trawiasta    | Robyn Ebbern            | Maria Bueno Darlene Hard                      | 5:7, 5:7                     |
| Zwyciężczyni  | 36. | 18 sierpnia 1963     | Manchester-by-the-Sea    | Trawiasta    | Robyn Ebbern            | Maria Bueno Darlene Hard                      | 7:5, 6:4                     |
| Zwyciężczyni  | 37. | 8 września 1963      | U.S. National            | Trawiasta    | Robyn Ebbern            | Maria Bueno Darlene Hard                      | 4:6, 10:8, 6:3               |
| Zwyciężczyni  | 38. | 19 października 1963 | Brisbane                 | Ceglana      | Jarrott                 | Fay Toyne Marlene Wicks                       | 4:6, 6:1, 6:3                |
| Zwyciężczyni  | 39. | 2 listopada 1963     | Brisbane                 | Trawiasta    | Robyn Ebbern            | Jan Lehane Lesley Turner                      | 11:9, 6:2                    |
| Zwyciężczyni  | 40. | 18 listopada 1963    | Sydney                   | Trawiasta    | Robyn Ebbern            | Jan Lehane Lesley Turner                      | 6:4, 6:3                     |
| Zwyciężczyni  | 41. | 23 listopada 1963    | Adelaide                 | Trawiasta    | Robyn Ebbern            | Jan Lehane Lesley Turner                      | 6:1, 6:2                     |
| Zwyciężczyni  | 42. | 8 grudnia 1963       | Melbourne                | Trawiasta    | Robyn Ebbern            | Jan Lehane Lesley Turner                      | 6:4, 6:1                     |
| Zwyciężczyni  | 43. | 1 stycznia 1964      | Melbourne                | Trawiasta    | Judy Tegart             | Cheryl Begbie Judith Robinson                 | 6:0, 6:0                     |
| Finalistka    | 23. | 26 stycznia 1964     | Australian Championships | Trawiasta    | Robyn Ebbern            | Judy Tegart Lesley Turner                     | 4:6, 4:6                     |
| Zwyciężczyni  | 44. | 9 lutego 1964        | Auckland                 | Trawiasta    | Jan Lehane              | Ethne Green Elizabeth Terry                   | 6:2, 6:2                     |
| Zwyciężczyni  | 45. | 29 marca 1964        | Albury                   | Trawiasta    | Lesley Turner           | Kerry Melville Judy Tegart                    | 6:1, 6:1                     |
| Zwyciężczyni  | 46. | 12 maja 1964         | Rzym                     | Ceglana      | Lesley Turner           | Sylvana Lazzarino Lea Pericoli                | 6:1, 6:2                     |
| Zwyciężczyni  | 47. | 17 maja 1964         | Berlin                   | Ceglana      | Lesley Turner           | Nancy Richey Karen Susman                     | 7:5, 6:2                     |
| Zwyciężczyni  | 48. | 31 maja 1964         | French Championships     | Ceglana      | Lesley Turner           | Norma Baylon Helga Schultze                   | 6:3, 6:0                     |
| Zwyciężczyni  | 49. | 13 czerwca 1964      | Beckenham                | Trawiasta    | Val Roberts             | Maria Bueno Robyn Ebbern                      | nie rozegrano, tytuł wspólny |
| Zwyciężczyni  | 50. | 3 lipca 1964         | Wimbledon                | Trawiasta    | Lesley Turner           | Billie Jean Moffitt Karen Susman              | 7:5, 6:2                     |
| Zwyciężczyni  | 51. | 14 lipca 1964        | Düsseldorf               | Ceglana      | Lesley Turner           | Françoise Durr Jeanine Lieffrig               | 6:3, 8:10, 6:4               |
| Zwyciężczyni  | 52. | 19 lipca 1964        | Gstaad                   | Ceglana      | Lesley Turner           | Roberta Beltrame Annette Van Zyl              | 6:4, 6:1                     |
| Zwyciężczyni  | 53. | 26 lipca 1964        | Hilversum                | Ceglana      | Lesley Turner           | Norma Baylon Annette Van Zyl                  | 6:2, 6:2                     |
| Zwyciężczyni  | 54. | 2 sierpnia 1964      | Hanower                  | Ceglana      | Lesley Turner           | Robyn Ebbern Jan Lehane                       | 6:4, 6:2                     |
| Zwyciężczyni  | 55. | 11 sierpnia 1964     | Hamburg                  | Ceglana      | Lesley Turner           | Norma Baylon Helga Schultze                   | 6:2, 3:6, 6:2                |
| Finalistka    | 24. | 13 września 1964     | U.S. National            | Trawiasta    | Lesley Turner           | Billie Jean Moffitt Karen Susman              | 6:3, 2:6, 4:6                |
| Zwyciężczyni  | 56. | 1 listopada 1964     | Brisbane                 | Ceglana      | Lesley Turner           | Robyn Ebbern Gordon                           | 4:6, 6:3, 6:4                |
| Zwyciężczyni  | 57. | 15 listopada 1964    | Brisbane                 | Trawiasta    | Lesley Turner           | Robyn Ebbern Billie Jean Moffitt              | 5:7, 6:4, 6:1                |
| Finalistka    | 25. | 29 listopada 1964    | Sydney                   | Trawiasta    | Lesley Turner           | Robyn Ebbern Billie Jean Moffitt              | 4:6, 6:3, 5:7                |
| Finalistka    | 26. | 12 grudnia 1964      | Melbourne                | Trawiasta    | Judy Tegart             | Robyn Ebbern Billie Jean Moffitt              | 7:9, 6:1, 4:6                |
| Zwyciężczyni  | 58. | 10 stycznia 1965     | Perth                    | Trawiasta    | Helen Plaisted          | Robyn Ebbern Dorothy Whitely                  | 7:5, 6:4                     |
| Zwyciężczyni  | 59. | 1 lutego 1965        | Australian Championships | Trawiasta    | Lesley Turner           | Robyn Ebbern Billie Jean Moffitt              | 1:6, 6:2, 6:3                |
| Zwyciężczyni  | 60. | 8 marca 1965         | Miami Beach              | Ceglana      | Lesley Turner           | Tory Ann Fretz Farel Footman                  | 6:2, 8:6                     |
| Zwyciężczyni  | 61. | 15 marca 1965        | Port-of-Spain            | Ceglana      | Lesley Turner           | Norma Baylon Françoise Durr                   | 6:3, 6:4                     |
| Zwyciężczyni  | 62. | 21 marca 1965        | Barranquilla             | Ceglana      | Lesley Turner           | Elly Krocke Heide Schildknecht                | 6:3, 6:3                     |
| Zwyciężczyni  | 63. | 28 marca 1965        | Caracas                  | Twarda       | Lesley Turner           | Norma Baylon Françoise Durr                   | 2:6, 6:0, 6:1                |
| Zwyciężczyni  | 64. | 3 kwietnia 1965      | Meksyk (miasto)          | Ceglana      | Lesley Turner           | Rosie Darmon Patricia Reyes                   | 6:4, 6:0                     |
| Zwyciężczyni  | 65. | 11 kwietnia 1965     | San Juan                 | Twarda       | Lesley Turner           | Judy Alvarez Mary-Ann Eisel                   | 6:2, 7:5                     |
| Zwyciężczyni  | 66. | 18 kwietnia 1965     | St. Petersburg           | Ceglana      | Lesley Turner           | Norma Baylon Nancy Richey                     | 6:1, 6:3                     |
| Zwyciężczyni  | 67. | 24 kwietnia 1965     | Buenos Aires             | Ceglana      | Lesley Turner           | Mabel Bove Graziela Lombardi                  | 6:0, 7:5                     |
| Zwyciężczyni  | 68. | 2 maja 1965          | Dallas                   |              | Lesley Turner           | Carole Caldwell Nancy Richey                  | 6:4, 6:4                     |
| Finalistka    | 27. | 16 maja 1965         | Atlanta                  | Ceglana      | Lesley Turner           | Donna Floyd Fales Nancy Reed                  | walkower                     |
| Zwyciężczyni  | 69. | 29 maja 1965         | French Championships     | Ceglana      | Lesley Turner           | Françoise Durr Jeanine Lieffrig               | 6:3, 6:1                     |
| Zwyciężczyni  | 70. | 5 czerwca 1965       | Manchester               | Trawiasta    | Lesley Turner           | Rita Bentley Judy Tegart                      | 7:5, 6:4                     |
| Finalistka    | 28. | 12 czerwca 1965      | Beckenham                | Trawiasta    | Lesley Turner           | Maria Bueno Billie Jean Moffitt               | 9:7, 5:7, 7:9                |
| Zwyciężczyni  | 71. | 20 czerwca 1965      | Londyn                   | Trawiasta    | Lesley Turner           | Maria Bueno Billie Jean Moffitt               | 10:8, 6:2                    |
| Zwyciężczyni  | 72. | 10 lipca 1965        | Birmingham               | Trawiasta    | Lesley Turner           | Ann Haydon-Jones Judy Tegart                  | 6:4, 1:6, 6:2                |
| Zwyciężczyni  | 73. | 17 lipca 1965        | Hoylake                  | Trawiasta    | Judy Tegart             | Rita Bentley Jill Blackman                    | 6:1, 7:5                     |
| Zwyciężczyni  | 74. | 1 sierpnia 1965      | Baden-Baden              | Ceglana      | Lesley Turner           | Heide Schildknecht Annette Van Zyl            | 6:3, 6:2                     |
| Zwyciężczyni  | 75. | 10 sierpnia 1965     | Hamburg                  | Ceglana      | Lesley Turner           | Maria Bueno Françoise Durr                    | 6:3, 6:1                     |
| Zwyciężczyni  | 76. | 15 sierpnia 1965     | Moskwa                   |              | Judy Tegart             | Lucia Bassi Francesca Gordigiani              | 6:1, 6:1                     |
| Zwyciężczyni  | 77. | 29 sierpnia 1965     | Pörtschach               |              | Sonja Pachta            | Vlasta Kodesova Jitka Horcickova              | 6:3, 6:2                     |
| Zwyciężczyni  | 78. | 17 października 1965 | Glen Iris                | Trawiasta    | Barbara Jenkins         | Mrs Barnett Fay Marriott                      | 6:3, 7:5                     |
| Zwyciężczyni  | 79. | 25 października 1965 | Sydney                   | Ceglana      | Lesley Turner           | Joan Gibson Caroline Langsford                | 6:4, 9:7                     |
| Zwyciężczyni  | 80. | 8 listopada 1965     | Brisbane                 | Trawiasta    | Lesley Turner           | Carole Caldwell Judy Tegart                   | 6:4, 4:6, 6:2                |
| Zwyciężczyni  | 81. | 22 listopada 1965    | Sydney                   | Trawiasta    | Lesley Turner           | Carole Caldwell Nancy Richey                  | 6:3, 8:6                     |
| Finalistka    | 29. | 7 grudnia 1965       | Melbourne                | Trawiasta    | Lesley Turner           | Carole Caldwell Nancy Richey                  | 6:3, 4:6, 3:6                |
| Zwyciężczyni  | 82. | 9 stycznia 1966      | Perth                    | Trawiasta    | Judy Tegart             | Carole Caldwell Nancy Richey                  | walkower                     |
| Finalistka    | 30. | 31 stycznia 1966     | Australian Championships | Trawiasta    | Lesley Turner           | Carole Caldwell Graebner Nancy Richey         | 4:6, 5:7                     |
| Zwyciężczyni  | 83. | 7 lutego 1966        | Auckland                 | Trawiasta    | Lesley Turner           | Elaine Becroft Heather Redwood                | 6:2, 6:1                     |
| Zwyciężczyni  | 84. | 10 kwietnia 1966     | Johannesburg             | Twarda       | Annette Van Zyl         | Carole Caldwell Graebner Billie Jean King     | 6:4, 6:4                     |
| Zwyciężczyni  | 85. | 5 czerwca 1966       | French Championships     | Ceglana      | Judy Tegart             | Jill Blackman Fay Toyne                       | 4:6, 6:1, 6:1                |
| Zwyciężczyni  | 86. | 10 czerwca 1966      | Beckenham                | Trawiasta    | Judy Tegart             | Vicky Berner Esme Emanuel                     | 6:3, 6:2                     |
| Finalistka    | 31. | 9 lipca 1966         | Wimbledon                | Trawiasta    | Judy Tegart             | Maria Bueno Nancy Richey                      | 3:6, 6:4, 4:6                |
| Zwyciężczyni  | 87. | 9 lipca 1966         | Dublin                   | Trawiasta    | Geraldine Barniville    | Elizabeth Starkie Fay Toyne                   | 5:7, 6:2, 6:0                |
| Zwyciężczyni  | 88. | 16 lipca 1966        | Hoylake                  | Trawiasta    | Ann Haydon-Jones        | Norma Baylon Annette Van Zyl                  | 3:6, 6:1, 6:4                |
| Zwyciężczyni  | 89. | 9 sierpnia 1966      | Hamburg                  | Ceglana      | Maria Bueno             | Norma Baylon Annette Van Zyl                  | 6:2, 6:1                     |
| Zwyciężczyni  | 90. | 15 sierpnia 1966     | Monachium                | Ceglana      | Maria Bueno             | Helga Niessen Masthoff Heide Schildknecht     | 6:4, 6:3                     |
| Finalistka    | 32. | 7 stycznia 1968      | Perth                    | Trawiasta    | Gail Sherriff Chanfreau | Rosie Casals Billie Jean King                 | 6:8, 6:4, 2:6                |
| Zwyciężczyni  | 91. | 14 stycznia 1968     | Hobart                   | Trawiasta    | Gail Sherriff Chanfreau | Mary-Ann Eisel Judy Tegart                    | 6:2, 6:4                     |
| Finalistka    | 33. | 14 kwietnia 1968     | Johannesburg             | Twarda       | Virginia Wade           | Annette Van Zyl Pat Walkden                   | 6:0, 4:6, 5:7                |

#### W Erze Open 102 (75–27)
| Końcowy wynik | Nr  | Data                 | Turniej               | Nawierzchnia    | Partnerka               | Przeciwniczki                         | Wynik finału                 |
| ------------- | --- | -------------------- | --------------------- | --------------- | ----------------------- | ------------------------------------- | ---------------------------- |
| Zwyciężczyni  | 1.  | 5 maja 1968          | Hurlingham, Londyn    | Ceglana         | Virginia Wade           | Annette Du Plooy Pat Walkden          | nie rozegrano, tytuł wspólny |
| Zwyciężczyni  | 2.  | 19 maja 1968         | Rzym                  | Ceglana         | Virginia Wade           | Annette Du Plooy Pat Walkden          | 6:2, 7:5                     |
| Zwyciężczyni  | 3.  | 3 czerwca 1968       | Berlin                | Ceglana         | Virginia Wade           | Helga Niessen Masthoff Helga Schultze | 6:4, 6:3                     |
| Zwyciężczyni  | 4.  | 8 czerwca 1968       | Manchester            | Trawiasta       | Virginia Wade           | Betty Rosenquest Judy Tegart          | 6:3, 6:4                     |
| Zwyciężczyni  | 5.  | 16 czerwca 1968      | Beckenham             | Trawiasta       | Maria Bueno             | Françoise Durr Ann Haydon-Jones       | 6:3, 6:2                     |
| Finalistka    | 1.  | 13 lipca 1968        | Dublin                | Trawiasta       | Patti Hogan             | Rosie Casals Ann Haydon-Jones         | 3:6, 5:7                     |
| Zwyciężczyni  | 6.  | 20 lipca 1968        | Hoylake               | Trawiasta       | Virginia Wade           | Lesley Turner Pat Walkden             | 8:6, 6:2                     |
| Zwyciężczyni  | 7.  | 18 sierpnia 1968     | Manchester-by-the-Sea | Trawiasta       | Maria Bueno             | Patti Hogan Peggy Michel              | 6:1, 6:2                     |
| Zwyciężczyni  | 8.  | 25 sierpnia 1968     | Chestnut Hill         | Trawiasta       | Maria Bueno             | Joyce Barclay Virginia Wade           | 6:3, 7:5                     |
| Zwyciężczyni  | 9.  | 12 września 1968     | US Open               | Trawiasta       | Maria Bueno             | Rosie Casals Billie Jean King         | 4:6, 9:7, 8:6                |
| Finalistka    | 2.  | 20 września 1968     | Los Angeles           | Twarda (hala)   | Maria Bueno             | Françoise Durr Ann Haydon-Jones       | 3:6, 2:6                     |
| Zwyciężczyni  | 10. | 29 września 1968     | Berkeley              | Twarda          | Maria Bueno             | Esme Emanuel Maryna Godwin            | 6:2, 6:4                     |
| Finalistka    | 3.  | 17 października 1968 | Stalybridge           | Twarda (hala)   | Pat Walkden             | Mary-Ann Eisel Winnie Shaw            | 6:2, 4:6, 4:6                |
| Zwyciężczyni  | 11. | 26 października 1968 | Perth                 | Twarda (hala)   | Pat Walkden             | Mary-Ann Eisel Winnie Shaw            | 14:12, 6:4                   |
| Zwyciężczyni  | 12. | 3 listopada 1968     | Aberavon              | Dywanowa (hala) | Pat Walkden             | Mary-Ann Eisel Winnie Shaw            | 6:2, 6:3                     |
| Zwyciężczyni  | 13. | 9 listopada 1968     | Torquay               | Twarda (hala)   | Pat Walkden             | Mary-Ann Eisel Winnie Shaw            | 6:2, 6:4                     |
| Zwyciężczyni  | 14. | 23 listopada 1968    | Londyn                | Dywanowa (hala) | Pat Walkden             | Mary-Ann Eisel Winnie Shaw            | 4:6, 6:3, 6:4                |
| Zwyciężczyni  | 15. | 7 stycznia 1969      | Perth                 | Trawiasta       | Judy Tegart             | Françoise Durr Ann Haydon-Jones       | 6:4, 6:4                     |
| Zwyciężczyni  | 16. | 12 stycznia 1969     | Melbourne             | Trawiasta       | Judy Tegart             | Karen Krantzcke Kerry Melville        | 3:6, 6:3, 6:2                |
| Zwyciężczyni  | 17. | 19 stycznia 1969     | Sydney                | Trawiasta       | Judy Tegart             | Rosie Casals Billie Jean King         | 15:13, 4:6, 6:3              |
| Zwyciężczyni  | 18. | 27 stycznia 1969     | Australian Open       | Trawiasta       | Judy Tegart             | Rosie Casals Billie Jean King         | 6:4, 6:4                     |
| Zwyciężczyni  | 19. | 2 marca 1969         | Curaçao               | Twarda          | Judy Tegart             | Julie Heldman Nancy Richey            | 6:4, 6:2                     |
| Zwyciężczyni  | 20. | 9 marca 1969         | Caracas               | Twarda          | Judy Tegart             | Karen Krantzcke Kerry Melville        | 7:5, 8:6                     |
| Zwyciężczyni  | 21. | 16 marca 1969        | Barranquilla          | Ceglana         | Judy Tegart             | Karen Krantzcke Kerry Melville        | 6:2, 6:4                     |
| Zwyciężczyni  | 22. | 23 marca 1969        | Fort Lauderdale       | Ceglana         | Judy Tegart             | Karen Krantzcke Virginia Wade         | 6:3, 3:6, 6:3                |
| Zwyciężczyni  | 23. | 13 kwietnia 1969     | Charlotte             | Ceglana         | Judy Tegart             | Mary-Ann Eisel Lesley Turner Bowrey   | 6:4, 6:2                     |
| Zwyciężczyni  | 24. | 20 kwietnia 1969     | Houston               | Ceglana         | Judy Tegart             | Karen Krantzcke Kerry Melville        | 6:4, 6:3                     |
| Zwyciężczyni  | 25. | 4 maja 1969          | Bournemouth           | Ceglana         | Judy Tegart             | Ada Bakker Marijke Jansen             | 6:1, 6:4                     |
| Finalistka    | 4.  | 11 maja 1969         | Guildford             | Ceglana         | Judy Tegart             | Maryna Godwin Elizabeth James         | walkower                     |
| Finalistka    | 5.  | 7 czerwca 1969       | French Open           | Ceglana         | Nancy Richey            | Françoise Durr Ann Haydon-Jones       | 0:6, 6:4, 5:7                |
| Zwyciężczyni  | 26. | 15 czerwca 1969      | Bristol               | Trawiasta       | Judy Tegart             | Rosie Casals Billie Jean King         | 6:4, 6:2                     |
| Zwyciężczyni  | 27. | 5 lipca 1969         | Wimbledon             | Trawiasta       | Judy Tegart             | Patti Hogan Peggy Michel              | 9:7, 6:2                     |
| Finalistka    | 6.  | 12 lipca 1969        | Newport               | Trawiasta       | Pat Walkden             | Mary-Ann Eisel Winnie Shaw            | 4:6, 1:6                     |
| Zwyciężczyni  | 28. | 19 lipca 1969        | Frinton-On-Sea        | Trawiasta       | Robin Blakelock         | Brenda Kirk Wendy Tomlinson           | 6:3, 6:1                     |
| Zwyciężczyni  | 29. | 3 sierpnia 1969      | Eastbourne            | Trawiasta       | Judy Tegart             | Christine Janes Nell Truman           | 6:3, 3:6, 6:3                |
| Zwyciężczyni  | 30. | 6 sierpnia 1969      | Locust Valley         | Trawiasta       | Kerry Harris            | Patti Hogan Peggy Michel              | 8:6, 6:4                     |
| Zwyciężczyni  | 31. | 17 sierpnia 1969     | Haverford             | Trawiasta       | Virginia Wade           | Gail Chanfreau Lesley Hunt            | 6:3, 6:0                     |
| Zwyciężczyni  | 32. | 24 sierpnia 1969     | Chestnut Hill         | Trawiasta       | Virginia Wade           | Mary-Ann Eisel Valerie Ziegenfuss     | 4:6, 6:3, 6:0                |
| Finalistka    | 7.  | 8 września 1969      | US Open               | Trawiasta       | Virginia Wade           | Françoise Durr Darlene Hard           | 6:0, 4:6, 4:6                |
| Zwyciężczyni  | 33. | 28 września 1969     | Berkeley              | Twarda          | Lesley Hunt             | Kerry Harris Winnie Shaw              | 6:3, 6:4                     |
| Finalistka    | 8.  | 4 stycznia 1970      | Perth                 | Trawiasta       | Winnie Shaw             | Karen Krantzcke Kerry Melville        | 2:6, 6:3, 3:6                |
| Zwyciężczyni  | 34. | 12 stycznia 1970     | Hobart                | Trawiasta       | Judy Tegart Dalton      | Karen Krantzcke Kerry Melville        | 5:7, 8:6, 6:2                |
| Zwyciężczyni  | 35. | 18 stycznia 1970     | Melbourne             | Trawiasta       | Judy Tegart Dalton      | Karen Krantzcke Kerry Melville        | 6:3, 6:4                     |
| Zwyciężczyni  | 36. | 27 stycznia 1970     | Australian Open       | Trawiasta       | Judy Tegart Dalton      | Karen Krantzcke Kerry Melville        | 6:1, 6:3                     |
| Zwyciężczyni  | 37. | 1 lutego 1970        | Auckland              | Trawiasta       | Ann Haydon-Jones        | Karen Krantzcke Kerry Melville        | 6:0, 6:4                     |
| Finalistka    | 9.  | 12 kwietnia 1970     | Durban                | Twarda          | Judy Tegart Dalton      | Rosie Casals Billie Jean King         | 5:7, 3:6                     |
| Zwyciężczyni  | 38. | 25 kwietnia 1970     | Sutton                | Ceglana         | Joyce Barclay-Williams  | Patricia Edwards Evonne Goolagong     | 6:2, 6:1                     |
| Zwyciężczyni  | 39. | 2 maja 1970          | Bournemouth           | Ceglana         | Judy Tegart Dalton      | Rosie Casals Billie Jean King         | 6:2, 6:8, 7:5                |
| Zwyciężczyni  | 40. | 9 maja 1970          | Guildford             | Ceglana         | Judy Tegart Dalton      | Karen Krantzcke Pat Walkden           | 6:0, 7:9, 6:4                |
| Zwyciężczyni  | 41. | 13 czerwca 1970      | Bristol               | Trawiasta       | Judy Tegart Dalton      | Karen Krantzcke Kerry Melville        | 6:2, 6:3                     |
| Finalistka    | 10. | 19 lipca 1970        | Frinton-On-Sea        | Trawiasta       | Robin Blakelock         | Nell Truman Winnie Shaw               | 4:6, 4:6                     |
| Finalistka    | 11. | 2 sierpnia 1970      | Hilversum             | Ceglana         | Helga Niessen Masthoff  | Karen Krantzcke Kerry Melville        | 6:3, 7:9, 5:7                |
| Zwyciężczyni  | 42. | 16 sierpnia 1970     | Toronto               | Ceglana         | Rosie Casals            | Helen Gourlay Cawley Pat Walkden      | 6:0, 6:1                     |
| Zwyciężczyni  | 43. | 12 września 1970     | US Open               | Trawiasta       | Judy Tegart Dalton      | Rosie Casals Virginia Wade            | 6:3, 6:4                     |
| Zwyciężczyni  | 44. | 20 września 1970     | Charlotte             | Ceglana         | Virginia Wade           | Françoise Durr Nancy Richey           | 10:1                         |
| Zwyciężczyni  | 45. | 4 stycznia 1971      | Perth                 | Trawiasta       | Evonne Goolagong        | Winnie Shaw Virginia Wade             | 6:4, 7:5                     |
| Zwyciężczyni  | 46. | 10 stycznia 1971     | Sydney                | Trawiasta       | Olga Morozowa           | Helen Gourlay Kerry Harris            | 6:2, 6:0                     |
| Zwyciężczyni  | 47. | 14 stycznia 1971     | Australian Open       | Trawiasta       | Evonne Goolagong        | Joy Emerson Lesley Hunt               | 6:0, 6:0                     |
| Zwyciężczyni  | 48. | 1 lutego 1971        | Melbourne             | Trawiasta       | Olga Morozowa           | Helen Gourlay Kerry Harris            | nie rozegrano, tytuł wspólny |
| Zwyciężczyni  | 49. | 7 marca 1971         | Auckland              | Trawiasta       | Evonne Goolagong        | Lesley Turner Bowrey Winnie Shaw      | 7:6, 6:0                     |
| Zwyciężczyni  | 50. | 4 kwietnia 1971      | Durban                | Twarda          | Evonne Goolagong        | Kerry Harris Winnie Shaw              | 3:6, 6:3, 6:3                |
| Zwyciężczyni  | 51. | 17 kwietnia 1971     | Johannesburg          | Twarda          | Evonne Goolagong        | Brenda Kirk Laura Rossouw             | 6:3, 6:2                     |
| Finalistka    | 12. | 15 maja 1971         | Hurlingham            | Ceglana         | Evonne Goolagong        | Rosie Casals Billie Jean King         | 1:6, 4:6                     |
| Finalistka    | 13. | 22 maja 1971         | Bournemouth           | Ceglana         | Evonne Goolagong        | Mary–Ann Curtis Françoise Durr        | 3:6, 7:5, 4:6                |
| Finalistka    | 14. | 4 lipca 1971         | Wimbledon             | Trawiasta       | Evonne Goolagong        | Rosie Casals Billie Jean King         | 3:6, 2:6                     |
| Finalistka    | 15. | 11 lipca 1971        | Dublin                | Trawiasta       | Evonne Goolagong        | Betty Stöve Lesley Turner Bowrey      | 5:7, 1:6                     |
| Finalistka    | 16. | 18 lipca 1971        | Hoylake               | Trawiasta       | Evonne Goolagong        | Rosie Casals Billie Jean King         | walkower                     |
| Zwyciężczyni  | 52. | 6 sierpnia 1972      | Cincinnati            | Ceglana         | Evonne Goolagong        | Brenda Kirk Pat Walkden-Pretorius     | 6:4, 6:1                     |
| Finalistka    | 17. | 13 sierpnia 1972     | Indianapolis          | Ceglana         | Pam Teeguarden          | Evonne Goolagong Lesley Hunt          | 2:6, 1:6                     |
| Zwyciężczyni  | 53. | 20 sierpnia 1972     | Toronto               | Ceglana         | Evonne Goolagong        | Brenda Kirk Pat Walkden-Pretorius     | 3:6, 6:3, 7:5                |
| Zwyciężczyni  | 54. | 27 sierpnia 1972     | Newport               | Trawiasta       | Lesley Hunt             | Rosie Casals Billie Jean King         | 6:2, 6:2                     |
| Finalistka    | 18. | 7 września 1972      | US Open               | Ceglana         | Virginia Wade           | Françoise Durr Betty Stöve            | 3:6, 6:1, 3:6                |
| Zwyciężczyni  | 55. | 17 września 1972     | Charlotte             | Ceglana         | Lesley Hunt             | Françoise Durr Betty Stöve            | nie rozegrano, tytuł wspólny |
| Finalistka    | 19. | 24 września 1972     | Albany                | Twarda          | Lesley Hunt             | Ann Haydon-Jones Billie Jean King     | 5:7, 6:2, 6:7(4)             |
| Zwyciężczyni  | 56. | 22 października 1972 | Billingham            | Dywanowa (hala) | Virginia Wade           | Patti Hogan Sharon Walsh              | 6:3, 6:2                     |
| Zwyciężczyni  | 57. | 30 października 1972 | Edynburg              | Dywanowa (hala) | Virginia Wade           | Julie Heldman Betty Stöve             | 6:2, 6:3                     |
| Zwyciężczyni  | 58. | 4 listopada 1972     | Aberavon              | Dywanowa (hala) | Virginia Wade           | Julie Heldman Betty Stöve             | 6:0, 6:3                     |
| Zwyciężczyni  | 59. | 11 listopada 1972    | Torquay               | Dywanowa (hala) | Virginia Wade           | Brenda Kirk Sharon Walsh              | 6:4, 6:4                     |
| Zwyciężczyni  | 60. | 18 listopada 1972    | Londyn                | Dywanowa (hala) | Virginia Wade           | Brenda Kirk Sharon Walsh              | 6:1, 6:4                     |
| Zwyciężczyni  | 61. | 9 grudnia 1972       | Perth                 | Trawiasta       | Kazuko Sawamatsu        | Evonne Goolagong Lesley Hunt          | 6:2, 6:3                     |
| Zwyciężczyni  | 62. | 1 stycznia 1973      | Australian Open       | Trawiasta       | Virginia Wade           | Kerry Harris Kerry Melville           | 6:4, 6:4                     |
| Zwyciężczyni  | 63. | 20 stycznia 1973     | San Francisco         | Ceglana         | Lesley Hunt             | Wendy Overton Valerie Ziegenfuss      | 6:1, 7:5                     |
| Finalistka    | 20. | 28 stycznia 1973     | Los Angeles           | Dywanowa (hala) | Lesley Hunt             | Rosie Casals Julie Heldman            | walkower                     |
| Finalistka    | 21. | 25 lutego 1973       | Indianapolis          | Dywanowa (hala) | Lesley Hunt             | Rosie Casals Billie Jean King         | 6:7, 4:6                     |
| Zwyciężczyni  | 64. | 18 marca 1973        | Richmond              | Ceglana (hala)  | Lesley Hunt             | Karen Krantzcke Betty Stöve           | 6:2, 7:6(4)                  |
| Zwyciężczyni  | 65. | 8 kwietnia 1973      | Filadelfia            | Dywanowa (hala) | Lesley Hunt             | Françoise Durr Betty Stöve            | 6:1, 3:6, 6:2                |
| Zwyciężczyni  | 66. | 2 czerwca 1973       | French Open           | Ceglana         | Virginia Wade           | Françoise Durr Betty Stöve            | 6:2, 6:3                     |
| Zwyciężczyni  | 67. | 14 lipca 1973        | Dublin                | Trawiasta       | Virginia Wade           | Helen Gourlay Karen Krantzcke         | 8:6, 3:6, 6:4                |
| Zwyciężczyni  | 68. | 8 września 1973      | US Open               | Twarda          | Virginia Wade           | Rosie Casals Billie Jean King         | 3:6, 6:3, 7:5                |
| Zwyciężczyni  | 69. | 11 września 1973     | Hilton Head Island    | Dywanowa (hala) | Evonne Goolagong        | Chris Evert Billie Jean King          | 3:6, 6:3, 6:4                |
| Zwyciężczyni  | 70. | 23 października 1973 | Boca Raton            | Ceglana         | Rosie Casals            | Françoise Durr Betty Stöve            | 6:2, 6:4                     |
| Finalistka    | 22. | 16 grudnia 1973      | Perth                 | Trawiasta       | Janet Young             | Evonne Goolagong Peggy Michel         | walkower                     |
| Finalistka    | 23. | 24 listopada 1974    | Johannesburg          | Twarda          | Dianne Fromholtz        | Ilana Kloss Kerry Melville            | 3:6, 5:7                     |
| Finalistka    | 24. | 1 stycznia 1975      | Australian Open       | Trawiasta       | Olga Morozowa           | Evonne Goolagong Peggy Michel         | 6:7, 6:7                     |
| Finalistka    | 25. | 16 lutego 1975       | Chicago               | Dywanowa (hala) | Olga Morozowa           | Chris Evert Martina Navrátilová       | 2:6, 5:7                     |
| Zwyciężczyni  | 71. | 12 kwietnia 1975     | Tokio, WTA Doubles    | Dywanowa (hala) | Virginia Wade           | Rosie Casals Billie Jean King         | 6:7(2), 7:6(2), 6:2          |
| Zwyciężczyni  | 72. | 17 sierpnia 1975     | Toronto               | Ceglana         | Julie Anthony           | Joanne Russell Jane Stratton          | 6:2, 6:4                     |
| Finalistka    | 26. | 24 sierpnia 1975     | Nowy Jork             | Ceglana         | Virginia Wade           | Chris Evert Martina Navrátilová       | 5:7, 7:6, 4:6                |
| Zwyciężczyni  | 73. | 6 września 1975      | US Open               | Ceglana         | Virginia Wade           | Rosie Casals Billie Jean King         | 7:5, 2:6, 7:6                |
| Zwyciężczyni  | 74. | 19 września 1975     | Tokio                 | Dywanowa (hala) | Evonne Goolagong Cawley | Helen Gourlay Ann Kiyomura            | 6:1, 7:5                     |
| Zwyciężczyni  | 75. | 12 grudnia 1976      | Melbourne             | Trawiasta       | Betty Stöve             | Linky Boshoff Ilana Kloss             | 6:3, 6:0                     |
| Finalistka    | 27. | 13 lutego 1977       | Chicago               | Dywanowa (hala) | Betty Stöve             | Rosie Casals Chris Evert              | 3:6, 4:6                     |

### Gra mieszana 81 (67–14)

#### Przed Erą Open 54 (47–7)
| Końcowy wynik | Nr  | Data                 | Turniej                  | Nawierzchnia | Partner         | Przeciwnicy                           | Wynik finału                 |
| ------------- | --- | -------------------- | ------------------------ | ------------ | --------------- | ------------------------------------- | ---------------------------- |
| Finalistka    | 1.  | 14 lutego 1960       | Auckland                 | Trawiasta    | Alan Burns      | Ruia Morrison Peter Nicholls          | 5:7, 3:6                     |
| Finalistka    | 2.  | 30 marca 1961        | Grafton                  | Ceglana      | Ken Binns       | Lesley Turner Fred Stolle             | 1:6, 6:8                     |
| Zwyciężczyni  | 1.  | 9 kwietnia 1961      | Nicea                    | Ceglana      | Gardnar Mulloy  | Brak danych                           | Brak danych                  |
| Zwyciężczyni  | 2.  | 15 maja 1961         | Rzym                     | Ceglana      | Roy Emerson     | Jan Lehane Bob Hewitt                 | 6:1, 6:1                     |
| Zwyciężczyni  | 3.  | 10 września 1961     | U.S. National            | Trawiasta    | Bob Mark        | Darlene Hard Dennis Ralston           | walkower                     |
| Zwyciężczyni  | 4.  | 4 grudnia 1961       | Perth                    | Trawiasta    | Neale Frase     | Brak danych                           | Brak danych                  |
| Zwyciężczyni  | 5.  | 29 stycznia 1962     | Hobart                   | Trawiasta    | Brak danych     | Brak danych                           | nie rozegrano, tytuł wspólny |
| Zwyciężczyni  | 6.  | 29 lipca 1962        | Haverford                | Trawiasta    | Fred Stolle     | Brak danych                           | Brak danych                  |
| Zwyciężczyni  | 7.  | 10 września 1962     | U.S. National            | Trawiasta    | Fred Stolle     | Lesley Turner Frank Froehling         | 7:5, 6:2                     |
| Zwyciężczyni  | 8.  | 3 października 1962  | Canberra                 | Trawiasta    | Geoff Pollard   | Kaye Dening Desmond Shaw              | Brak danych                  |
| Zwyciężczyni  | 9.  | 1 grudnia 1962       | Sydney                   | Trawiasta    | Brak danych     | Brak danych                           | nie rozegrano, tytuł wspólny |
| Zwyciężczyni  | 10. | 19 stycznia 1963     | Australian Championships | Trawiasta    | Ken Fletcher    | Lesley Turner Fred Stolle             | 7:5, 5:7, 6:4                |
| Zwyciężczyni  | 11. | 29 stycznia 1963     | Hobart                   | Trawiasta    | Roger Taylor    | Brak danych                           | Brak danych                  |
| Zwyciężczyni  | 12. | 5 maja 1963          | Neapol                   | Ceglana      | Ken Fletcher    | Jan Lehane Robert Howe                | walkower                     |
| Zwyciężczyni  | 13. | 26 maja 1963         | French Championships     | Ceglana      | Ken Fletcher    | Lesley Turner Fred Stolle             | 6:1, 6:2                     |
| Zwyciężczyni  | 14. | 6 lipca 1963         | Wimbledon                | Trawiasta    | Ken Fletcher    | Darlene Hard Bob Hewitt               | 11:9, 6:4                    |
| Zwyciężczyni  | 15. | 8 września 1963      | U.S. National            | Trawiasta    | Ken Fletcher    | Judy Tegart Ed Rubinoff               | 3:6, 8:6, 6:2                |
| Zwyciężczyni  | 16. | 19 października 1963 | Brisbane                 | Ceglana      | Blundell        | Brak danych                           | Brak danych                  |
| Zwyciężczyni  | 17. | 2 listopada 1963     | Brisbane                 | Trawiasta    | Ken Fletcher    | Brak danych                           | Brak danych                  |
| Zwyciężczyni  | 18. | 18 listopada 1963    | Sydney                   | Trawiasta    | Ken Fletcher    | Brak danych                           | Brak danych                  |
| Zwyciężczyni  | 19. | 23 listopada 1963    | Adelaide                 | Trawiasta    | Ken Fletcher    | Brak danych                           | Brak danych                  |
| Zwyciężczyni  | 20. | 8 grudnia 1963       | Melbourne                | Trawiasta    | Pierre Darmon   | Brak danych                           | Brak danych                  |
| Zwyciężczyni  | 21. | 26 stycznia 1964     | Australian Championships | Trawiasta    | Ken Fletcher    | Jan Lehane Mike Sangster              | 6:3, 6:2                     |
| Zwyciężczyni  | 22. | 9 lutego 1964        | Auckland                 | Trawiasta    | Fred Stolle     | Jan Lehane John Newcombe              | 6:4, 6:4                     |
| Zwyciężczyni  | 23. | 29 marca 1964        | Albury                   | Trawiasta    | Douglas Smith   | Robyn Ebbern Owen Davidson            | 6:2, 9:7                     |
| Finalistka    | 3.  | 2 maja 1964          | Reggio de Calabre        | Ceglana      | John Newcombe   | Robyn Ebbern Bob Hewitt               | 3:6, 3:6                     |
| Zwyciężczyni  | 24. | 12 maja 1964         | Rzym                     | Ceglana      | John Newcombe   | Maria Bueno Thomaz Koch               | 3:6, 7:5, 6:2                |
| Zwyciężczyni  | 25. | 31 maja 1964         | French Championships     | Ceglana      | Ken Fletcher    | Lesley Turner Fred Stolle             | 6:3, 6:4                     |
| Zwyciężczyni  | 26. | 7 czerwca 1964       | Lozanna                  | Ceglana      | John Newcombe   | Brak danych                           | Brak danych                  |
| Finalistka    | 4.  | 4 lipca 1964         | Wimbledon                | Trawiasta    | Ken Fletcher    | Lesley Turner Fred Stolle             | 4:6, 4:6                     |
| Zwyciężczyni  | 27. | 13 września 1964     | U.S. National            | Trawiasta    | John Newcombe   | Judy Tegart Ed Rubinoff               | 10:8, 4:6, 6:3               |
| Zwyciężczyni  | 28. | 1 listopada 1964     | Brisbane                 | Ceglana      | Ken Fletcher    | Robyn Ebbern Owen Davidson            | 6:4, 9:7                     |
| Zwyciężczyni  | 29. | 29 listopada 1964    | Sydney                   | Trawiasta    | Pierre Darmon   | Brak danych                           | Brak danych                  |
| Zwyciężczyni  | 30. | 12 grudnia 1964      | Melbourne                | Trawiasta    | Pierre Darmon   | Brak danych                           | Brak danych                  |
| Zwyciężczyni  | 31. | 1 lutego 1965        | Australian Championships | Trawiasta    | John Newcombe   | Robyn Ebbern Owen Davidson            | nie rozegrano, tytuł wspólny |
| Zwyciężczyni  | 32. | 28 marca 1965        | Caracas                  | Twarda       | Dennis Ralston  | Betty Stöve Nicky Kalogeropoulos      | 6:4, 6:4                     |
| Zwyciężczyni  | 33. | 24 kwietnia 1965     | Buenos Aires             | Ceglana      | Enrique Morea   | Lesley Turner Julián Ganzábal         | 6:1, 8:6                     |
| Zwyciężczyni  | 34. | 30 maja 1965         | French Championships     | Ceglana      | Ken Fletcher    | Maria Bueno John Newcombe             | 6:4, 6:4                     |
| Zwyciężczyni  | 35. | 2 lipca 1965         | Wimbledon                | Trawiasta    | Ken Fletcher    | Judy Tegart Tony Roche                | 12:10, 6:3                   |
| Zwyciężczyni  | 36. | 17 lipca 1965        | Hoylake                  | Trawiasta    | Robert Howe     | Pat Walkden Isaías Pimentel           | 6:1, 6:2                     |
| Zwyciężczyni  | 37. | 10 sierpnia 1965     | Hamburg                  | Ceglana      | Neale Fraser    | Carmen Coronado José Edison Mandarino | 6:4, 7:5                     |
| Zwyciężczyni  | 38. | 15 sierpnia 1965     | Moskwa                   |              | Robert Howe     | Galina Baksheeva Toomas Leius         | 6:4, 6:2                     |
| Zwyciężczyni  | 39. | 29 sierpnia 1965     | Pörtschach               |              | Robert Howe     | Norma Baylon Boro Jovanović           | 6:3, 6:1                     |
| Zwyciężczyni  | 40. | 12 września 1965     | U.S. National            | Trawiasta    | Fred Stolle     | Judy Tegart Frank Froehling           | 6:4, 6:4                     |
| Zwyciężczyni  | 41. | 7 lutego 1966        | Auckland                 | Trawiasta    | Ray Ruffels     | Lesley Turner Roger Taylor            | 3:6, 6:3, 6:1                |
| Zwyciężczyni  | 42. | 10 kwietnia 1966     | Johannesburg             | Twarda       | Fred Stolle     | Billie Jean Moffitt Frew McMillan     | 6:4, 7:5                     |
| Zwyciężczyni  | 43. | 9 lipca 1966         | Wimbledon                | Trawiasta    | Ken Fletcher    | Billie Jean King Dennis Ralston       | 4:6, 6:3, 6:3                |
| Zwyciężczyni  | 44. | 9 sierpnia 1966      | Hamburg                  | Ceglana      | John Newcombe   | Maria Bueno Fred Stolle               | 4:6, 7:5, 6:3                |
| Finalistka    | 5.  | 8 stycznia 1967      | Perth                    | Trawiasta    | Brian Bowman    | Gail Sherriff Chanfreau Tony Roche    | 7:9, 4:6                     |
| Zwyciężczyni  | 45. | 7 stycznia 1968      | Perth                    | Trawiasta    | Brian Bowman    | Billie Jean King Ray Ruffels          | 5:7, 6:4, 6:4                |
| Zwyciężczyni  | 46. | 14 stycznia 1968     | Hobart                   | Trawiasta    | Graham Stilwell | Mary-Ann Eisel Peter Curtis           | 6:2, 6:2                     |
| Finalistka    | 6.  | 29 stycznia 1968     | Australian Championships | Trawiasta    | Allan Stone     | Billie Jean King Dick Crealy          | walkower                     |
| Zwyciężczyni  | 47. | 24 marca 1968        | Kampala                  | Trawiasta    | Ken Fletcher    | Virginia Wade Allan Stone             | 8:6, 6:4                     |
| Finalistka    | 7.  | 14 kwietnia 1968     | Johannesburg             | Twarda       | Bob Hewitt      | Pat Walkden Marty Riessen             | 8:6, 4:6, 4:6                |

#### W Erze Open 27 (20–7)
| Końcowy wynik | Nr  | Data              | Turniej         | Nawierzchnia  | Partner       | Przeciwnicy                        | Wynik finału                 |
| ------------- | --- | ----------------- | --------------- | ------------- | ------------- | ---------------------------------- | ---------------------------- |
| Zwyciężczyni  | 1.  | 19 maja 1968      | Rzym            | Ceglana       | Marty Riessen | Virginia Wade Tom Okker            | 8:6, 6:3                     |
| Finalistka    | 1.  | 3 czerwca 1968    | Berlin          | Ceglana       | Marty Riessen | Virginia Wade Tom Okker            | 3:6, 6:2, 2:6                |
| Zwyciężczyni  | 2.  | 8 czerwca 1968    | Manchester      | Trawiasta     | Brak danych   | Brak danych                        | nie rozegrano, tytuł wspólny |
| Zwyciężczyni  | 3.  | 6 lipca 1968      | Wimbledon       | Trawiasta     | Ken Fletcher  | Olga Morozowa Aleksandre Metreweli | 6:1, 14:12                   |
| Zwyciężczyni  | 4.  | 13 lipca 1968     | Dublin          | Trawiasta     | Ken Fletcher  | Ann Haydon-Jones Tom Okker         | 6:4, 6:3                     |
| Zwyciężczyni  | 5.  | 20 lipca 1968     | Hoylake         | Trawiasta     | Ken Fletcher  | Virginia Wade Robert Howe          | nie rozegrano, tytuł wspólny |
| Finalistka    | 2.  | 28 lipca 1968     | Hilversum       | Ceglana       | Tom Okker     | Annette Du Plooy Robert Maud       | 3:6, 5:7                     |
| Zwyciężczyni  | 6.  | 29 września 1968  | Berkeley        | Twarda        | Stan Smith    | Judy Tegart Dalton Jim McManus     | 8:10, 6:2, 6:2               |
| Zwyciężczyni  | 7.  | 16 listopada 1968 | Londyn          | Twarda (hala) | Stan Smith    | Mary-Ann Eisel Peter Curtis        | 5:7, 7:5, 8:6                |
| Zwyciężczyni  | 8.  | 27 stycznia 1969  | Australian Open | Trawiasta     | Marty Riessen | Ann Haydon-Jones Fred Stolle       | 7:5, 5:7, 6:2                |
| Zwyciężczyni  | 9.  | 8 czerwca 1969    | French Open     | Ceglana       | Marty Riessen | Françoise Durr Jean-Claude Barclay | 6:3, 6:2                     |
| Zwyciężczyni  | 10. | 12 lipca 1969     | Newport         | Trawiasta     | Mark Cox      | Winnie Shaw Gerald Battrick        | 6:4, 1:6, 6:2                |
| Zwyciężczyni  | 11. | 9 września 1969   | US Open         | Trawiasta     | Marty Riessen | Françoise Durr Dennis Ralston      | 7:5, 6:3                     |
| Zwyciężczyni  | 12. | 1 lutego 1970     | Auckland        | Trawiasta     | Tom Okker     | Ann Haydon-Jones Dick Crealy       | nie rozegrano, tytuł wspólny |
| Zwyciężczyni  | 13. | 3 kwietnia 1970   | Johannesburg    | Twarda        | Marty Riessen | Pat Walkden Frew McMillan          | 7:5, 3:6, 7:5                |
| Finalistka    | 3.  | 12 kwietnia 1970  | Durban          | Twarda        | Marty Riessen | Billie Jean King Bob Hewitt        | 3:6, 4:6                     |
| Zwyciężczyni  | 14. | 26 lipca 1970     | Budapeszt       | Ceglana       | Robert Howe   | Barbara Kral Wiesław Gąsiorek      | 6:1, 6:1                     |
| Zwyciężczyni  | 15. | 13 września 1970  | US Open         | Trawiasta     | Marty Riessen | Judy Tegart Dalton Frew McMillan   | 6:4, 6:4                     |
| Zwyciężczyni  | 16. | 7 marca 1971      | Auckland        | Trawiasta     | Colin Dibley  | Lesley Turner Bowrey Bill Bowrey   | 6:2, 6:1                     |
| Zwyciężczyni  | 17. | 16 kwietnia 1971  | Johannesburg    | Twarda        | Fred Stolle   | Pat Walkden Ray Ruffels            | 6:3, 7:6                     |
| Finalistka    | 4.  | 3 lipca 1971      | Wimbledon       | Trawiasta     | Marty Riessen | Billie Jean King Owen Davidson     | 6:3, 2:6, 13:15              |
| Finalistka    | 5.  | 11 lipca 1971     | Dublin          | Trawiasta     | Owen Davidson | Evonne Goolagong Fred Stolle       | 3:6, 2:6                     |
| Zwyciężczyni  | 18. | 10 września 1972  | US Open         | Trawiasta     | Marty Riessen | Rosie Casals Ilie Năstase          | 6:3, 7:5                     |
| Finalistka    | 6.  | 9 września 1973   | US Open         | Trawiasta     | Marty Riessen | Billie Jean King Owen Davidson     | 3:6, 6:3, 6:7                |
| Zwyciężczyni  | 19. | 24 listopada 1974 | Johannesburg    | Twarda        | Marty Riessen | Ilana Kloss Jürgen Fassbender      | 6:0, 6:2                     |
| Finalistka    | 7.  | 4 maja 1975       | Scottsdale      | Twarda        | Frank Sedgman | Billie Jean King Tony Trabert      | 4:6, 2:6                     |
| Zwyciężczyni  | 20. | 5 lipca 1975      | Wimbledon       | Trawiasta     | Marty Riessen | Betty Stöve Allan Stone            | 6:4, 7:5                     |

## Występy w Turnieju Mistrzyń

### W grze pojedynczej
| Rok  | Rezultat | Rywalka      | Wynik               |
| 1972 | 1 runda  | Jeanne Evert | 6:7, 6:2, 5:2 krecz |

### W grze podwójnej
| Rok  | Rezultat   | Partnerka    | Przeciwniczki              | Wynik    |
| 1973 | Zwycięstwo | Rosie Casals | Françoise Durr Betty Stöve | 6:2, 6:4 |

## Występy w turnieju WTA Doubles Championships
| Rok  | Rezultat   | Partnerka     | Przeciwniczki                 | Wynik               |
| 1975 | Zwycięstwo | Virginia Wade | Rosie Casals Billie Jean King | 6:7(2), 7:6(2), 6:2 |